# Église Saint-Eustache de Mosles
Pour les articles homonymes, voir Église Saint-Eustache.
L'église Saint-Eustache est une église catholique située à Mosles, en France.
Construite au XIIIe siècle, elle possède un mobilier nombreux, dont certains objets classés monument historique. L'église elle-même est classée aux monuments historiques depuis 1913.

## Localisation
L'église est située dans le département français du Calvados, dans le bourg de Mosles.

## Historique

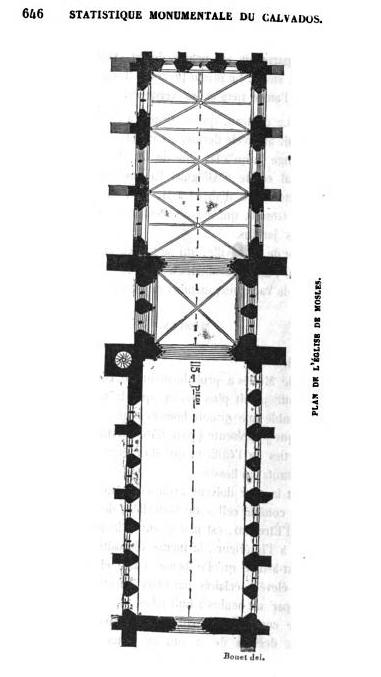
Plan de l'église de Mosles en 1857, par Arcisse de Caumont.

Au XIIIe siècle, Raoul de L'Isles fait donation de Mosles à l'abbaye de Cerisy. Celle-ci fait bâtir une église. Le bâtiment est agrandi avec une nef et une tour-clocher au XIVe siècle.
La dîme collectée pour l'église était reversée au deux tiers à l'abbaye de Cerisy, le tiers restant allant au curé de l'église. Le curé était nommé par l'abbaye.
L'édifice est classé au titre des monuments historiques depuis le 27 décembre 1913. En 1930, des restaurations sont effectuées. Le 6 juin 1944, lors du débarquement de Normandie, des obus endommagent l'église, notamment le clocher, qui doit être restaurée. Une sacristie est ajoutée en arrière du chœur en XXe siècle.

## Architecture

### Lechœur
Le chœur de l'église de Mosles est la partie la plus ancienne, construit au XIIIe siècle. Le chœur se compose de trois travées couvertes de voûtes d'ogives sexpartites, peu ordinaire en Normandie. Les trois travées permettent l'éclairage par trois paires de fenêtres constituées pour la plupart de deux lancettes séparées par un meneau, celui-ci surmontées d'un oculus. Le chevet, divisé par quatre contreforts, reprend le même style d'ouverture, les deux fenêtres latérales en lancette étant plus petite que la fenêtre centrale constituée de deux lancettes, séparées par un meneau surmontées d'un oculus. Entre la première et la seconde travée, deux colonnettes reposent sur des culs-de-lampe sculptés de visages amaigries et chevelus.

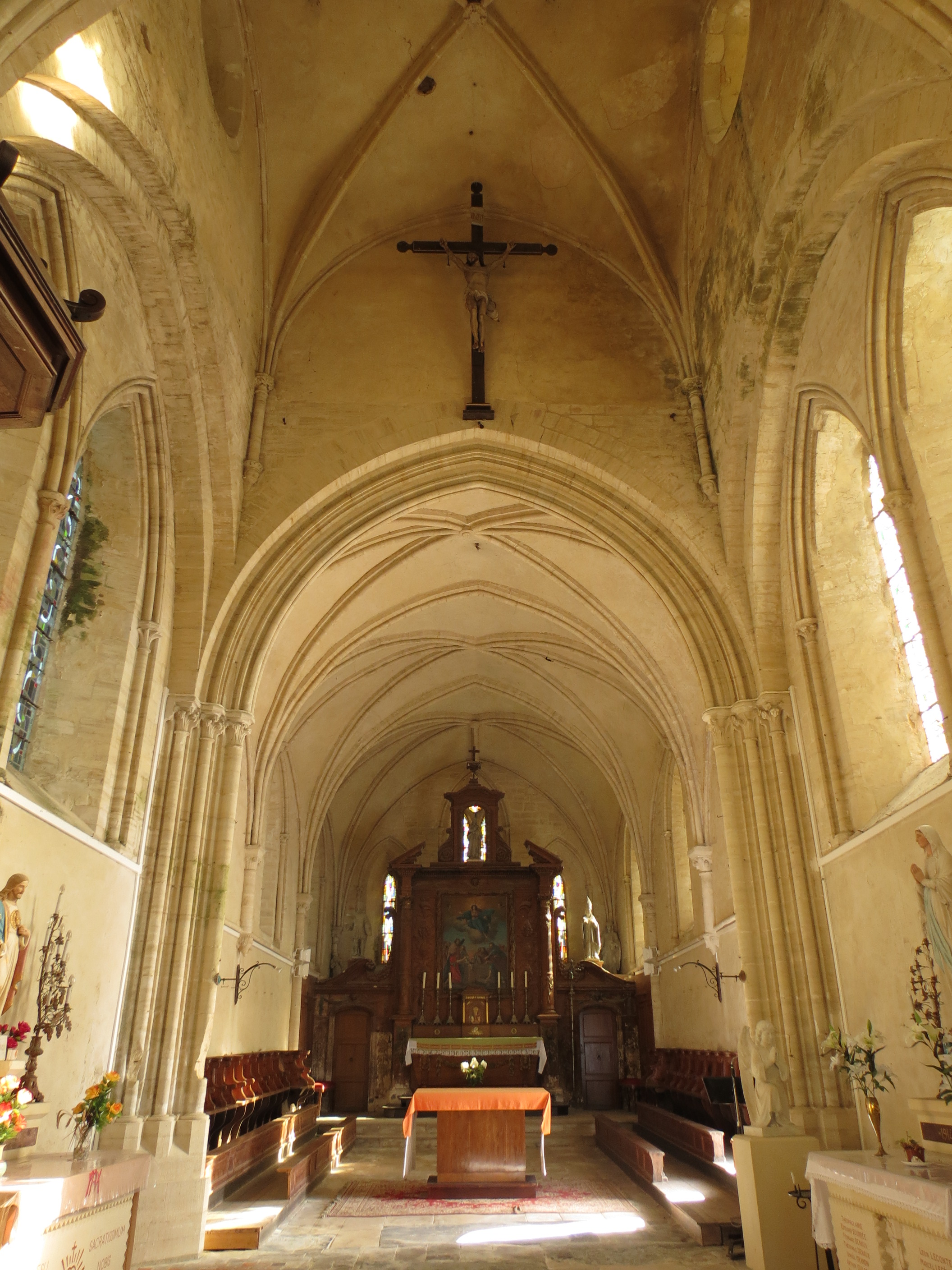
Vue du chœur depuis la travée du clocher.
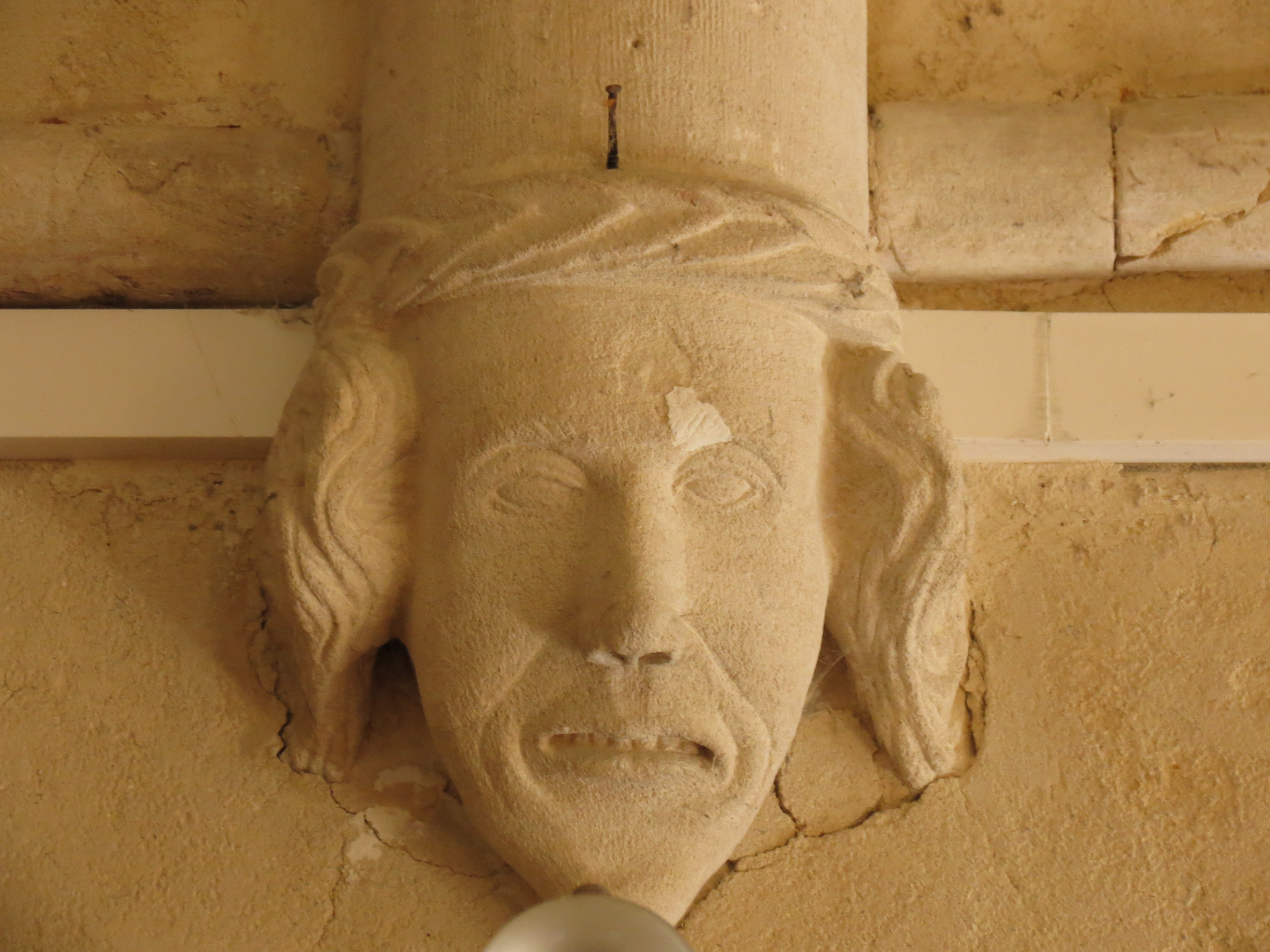
Tête en cul-de-lampe.
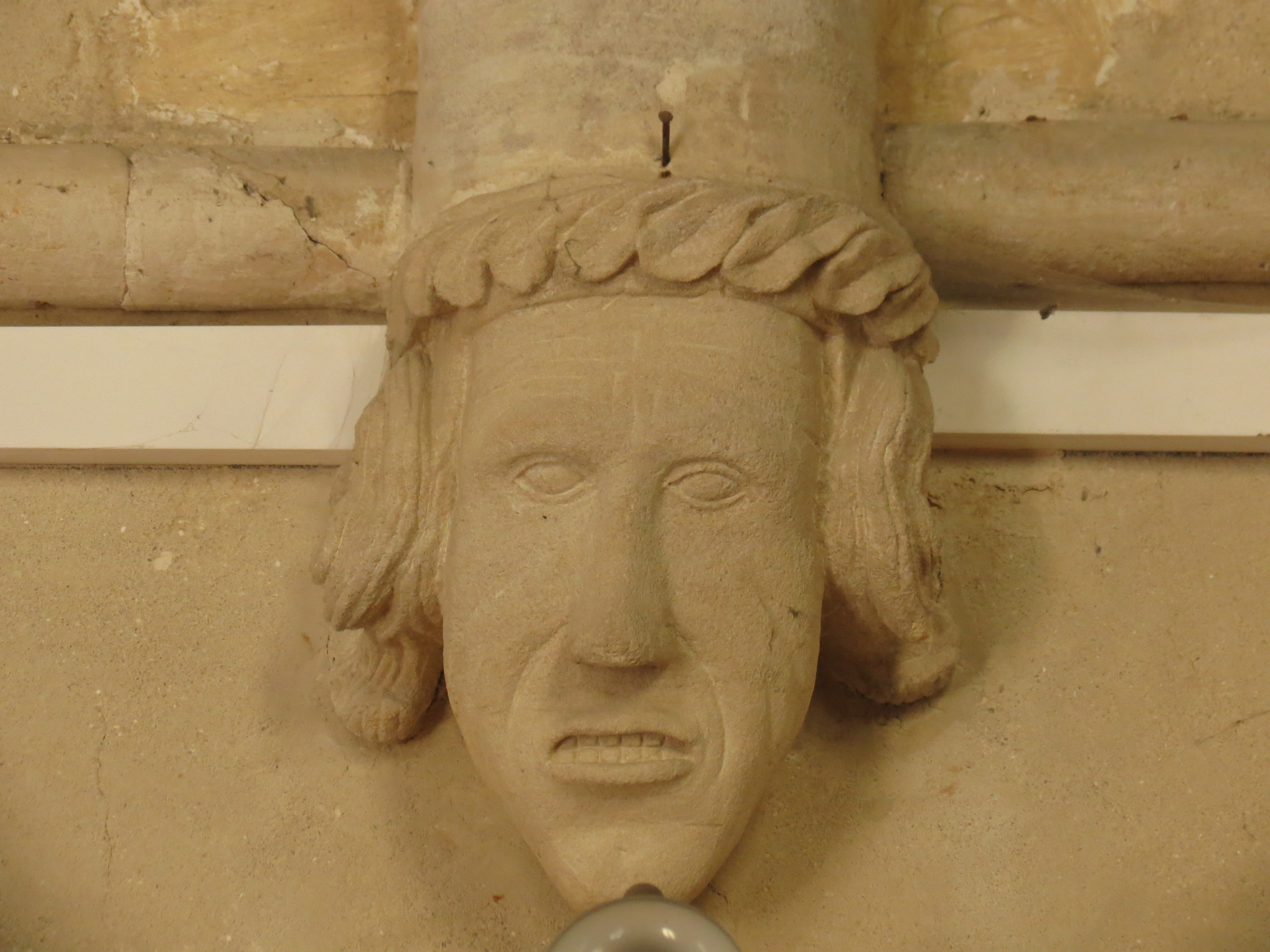
Tête en cul-de-lampe.

### Lanef
La nef se compose de quatre travées, chaque travée étant elle-même divisée par un contrefort. Une cinquième travée peut y être ajoutée en considérant l'assise sous le clocher. L'ensemble a probablement été bâti simultanément. L'éclairage se fait grâce à huit fenêtres côté sud (deux par travée) et sept côté nord (la portion de nef contiguë à la tour d'escalier n'en possède pas). Elles sont constituées de lancettes géminées élancées séparées par un meneau bifurqué au sommet. La nef est couverte de lambris de bois, le sol pavé de schiste du sud de Caen et de calcaire de Creully.

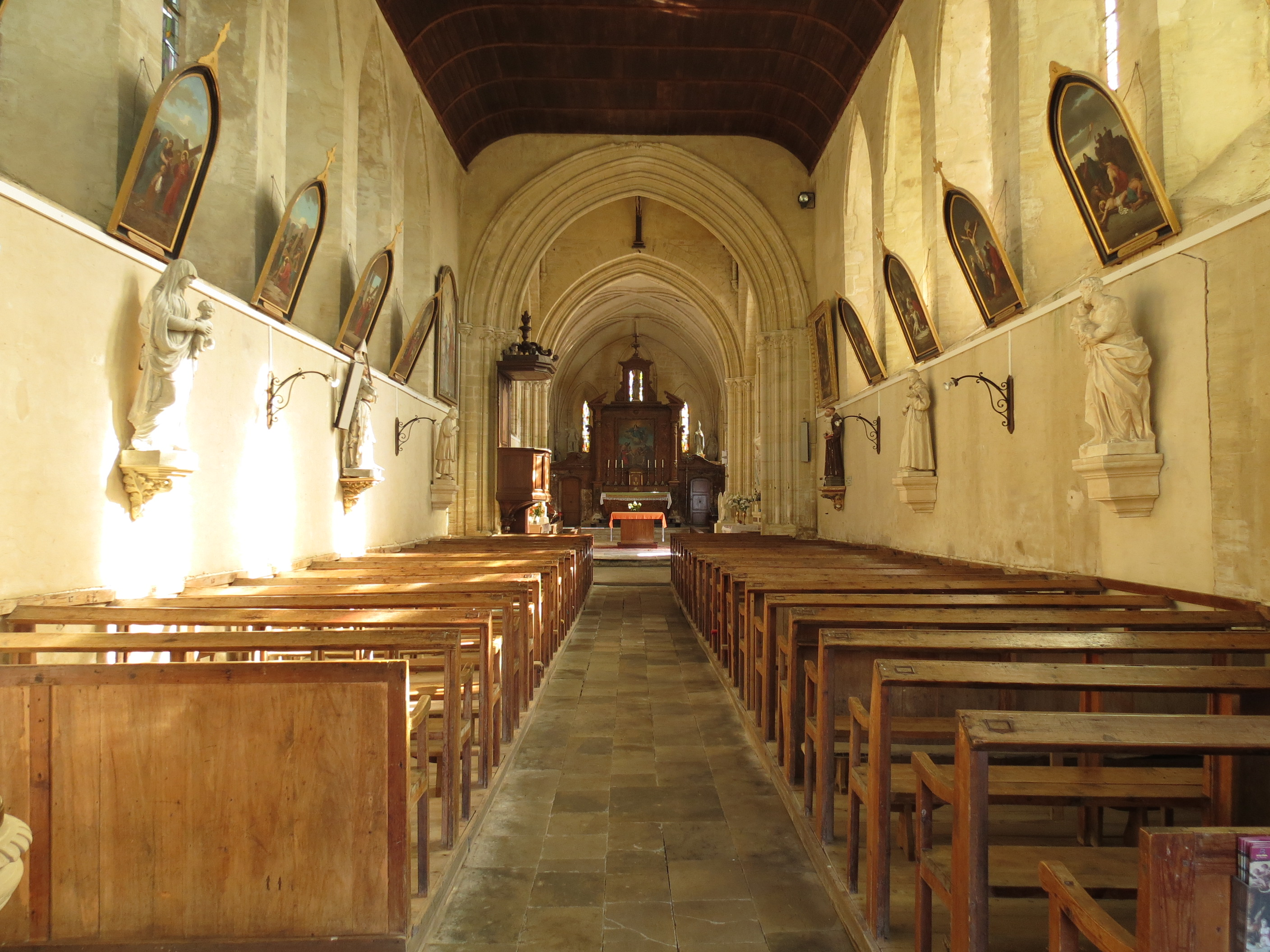
Nef et intérieur de l'église

### La tour-clocher
La nef est séparée du chœur par l'assise du clocher, plus étroite que la nef et le chœur du fait de l'épaisseur des murs soutenant la tour. Ce passage est couvert d'une voûte d'ogives quadripartite, dont les nervures retombent sur des colonnes à culs-de-lampe ornés de visages d'hommes à l'ouest et de femmes à l'est. Les chapiteaux représentent des motifs végétaux. La voûte est plus élevée que le reste du bâtiment, permettant l'ouverture par quatre baies constituées de deux lancettes géminées, et plus en hauteur, d'un oculus à huit lobes.
La tour faisant office de clocher semble avoir été construite dans le même temps que la nef. Son aspect et la disposition des ouvertures la rapproche des églises voisines de Vaucelles, Cussy, Barbeville et Étréham. Percée des lancettes géminées au rez-de-chaussée, son premier étage comporte des arcatures aveugles en arc brisé, percé des oculus à huit lobes. Le dernier étage est percé de chaque côté d'un oculus, surmonté au nord et au sud d'une lucarne dans le toit en bâtière couvert d'ardoises. Le pignon du toit présente à l'est et l'ouest à nouveau des lancettes géminées.

## Mobilier

### Maître-autel et retable

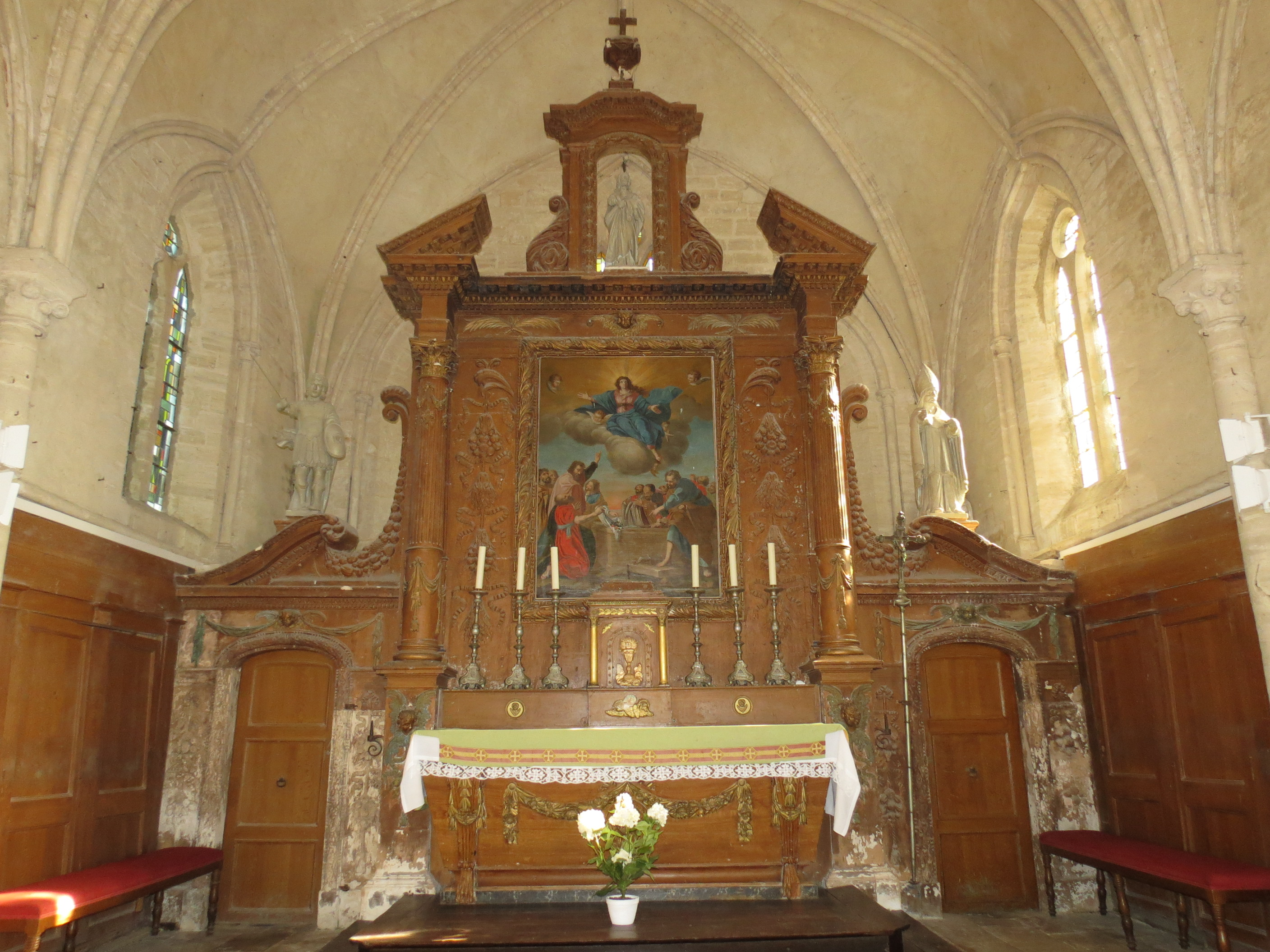
Maître-autel et retable de l'église de Mosles.

Le maître-autel de l'église date de la seconde moitié du XVIIIe siècle et est de style Louis XVI. Fait de pierre, de plâtre et de bois, il prend la forme d'un tronc de pyramide renversé. Il est décoré de consoles encadrant une guirlande maintenue au centre par un nœud où se trouvent accrochés les cœurs de Jésus et Marie dans un médaillon.
En arrière de l'autel se trouve le retable du XVIIe siècle en pierre taillée. En son centre, un tableau représente l'Assomption de la Vierge dans les nuages. Sous la Vierge, les apôtres contemplent un tombeau vide. Une phrase mentionne, au bas du tableau : « curé de cette paroisse ... l'an 1677 ». De part et d'autre du tableau, la décoration représente de larges chutes de fruits maintenues par un coquillage entrouvert, ainsi qu'un chérubin et des palmes entrecroisées au sommet. L'ensemble est encadré de colonnes corinthiennes ornées de draperies. Enfin, un fronton brisé laisse place à une niche où est placée une statue du Christ rédempteur. De chaque côté de l'ensemble centrale, deux portes latérales menant à la sacristie sont ornées d'un arc surbaissé surmonté d'un chérubin. Chaque porte est sommée d'un fronton d'où est placée une statue, saint Eustache en costume militaire ou saint George au nord, un évêque pouvant être saint Martin au sud. Le fronton part en aileron pour venir buter contre le retable, s'incurvant « en prenant la forme d'un coquillage entrouvert »,.
L'autel, le retable et son tableau de l'Assomption ont été classés monument historique au titre d'objet en 1975,,. Les trois statues ornant l'ensemble sont classées en 1982.

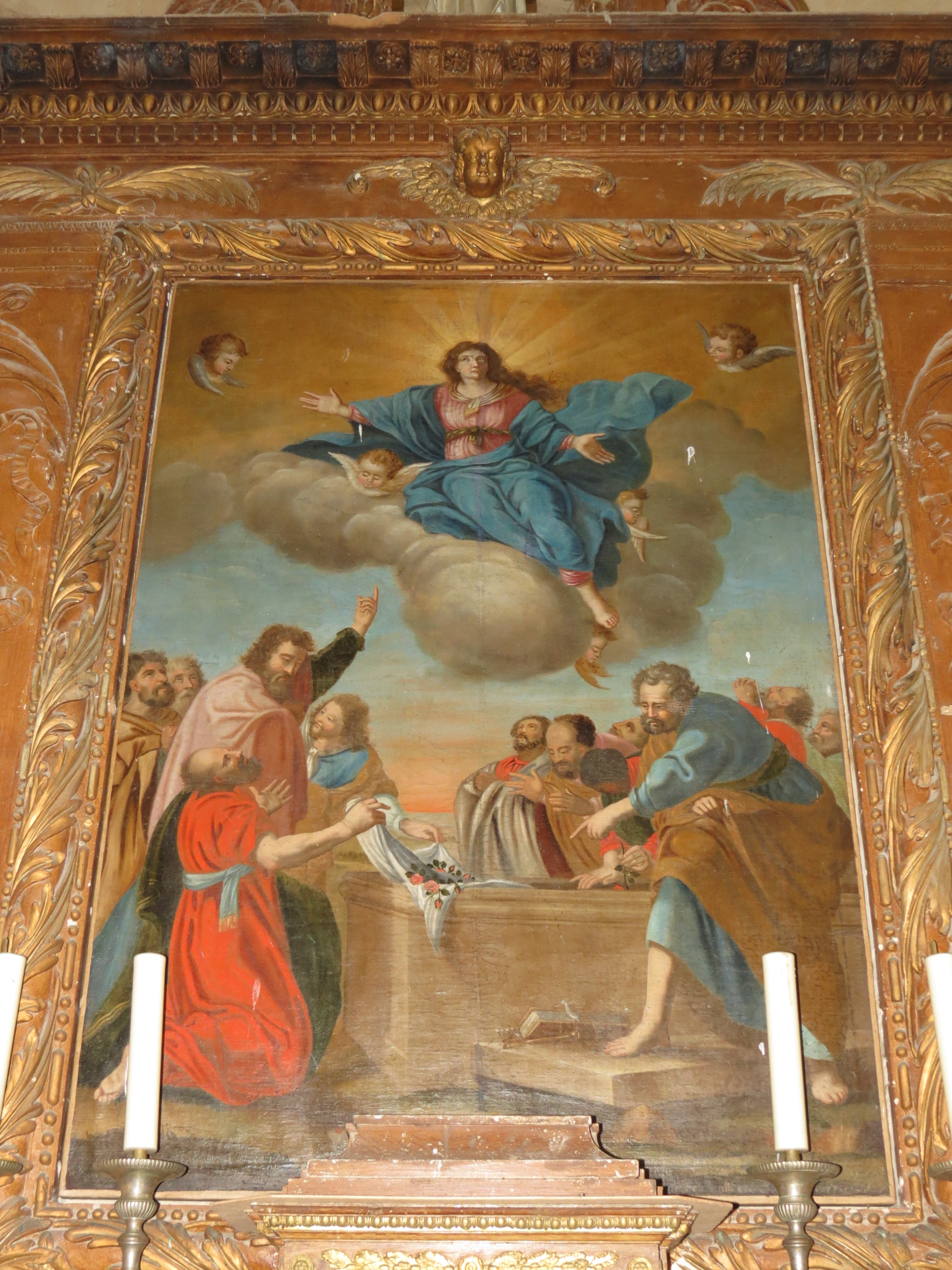
Tableau de l'Assomption.
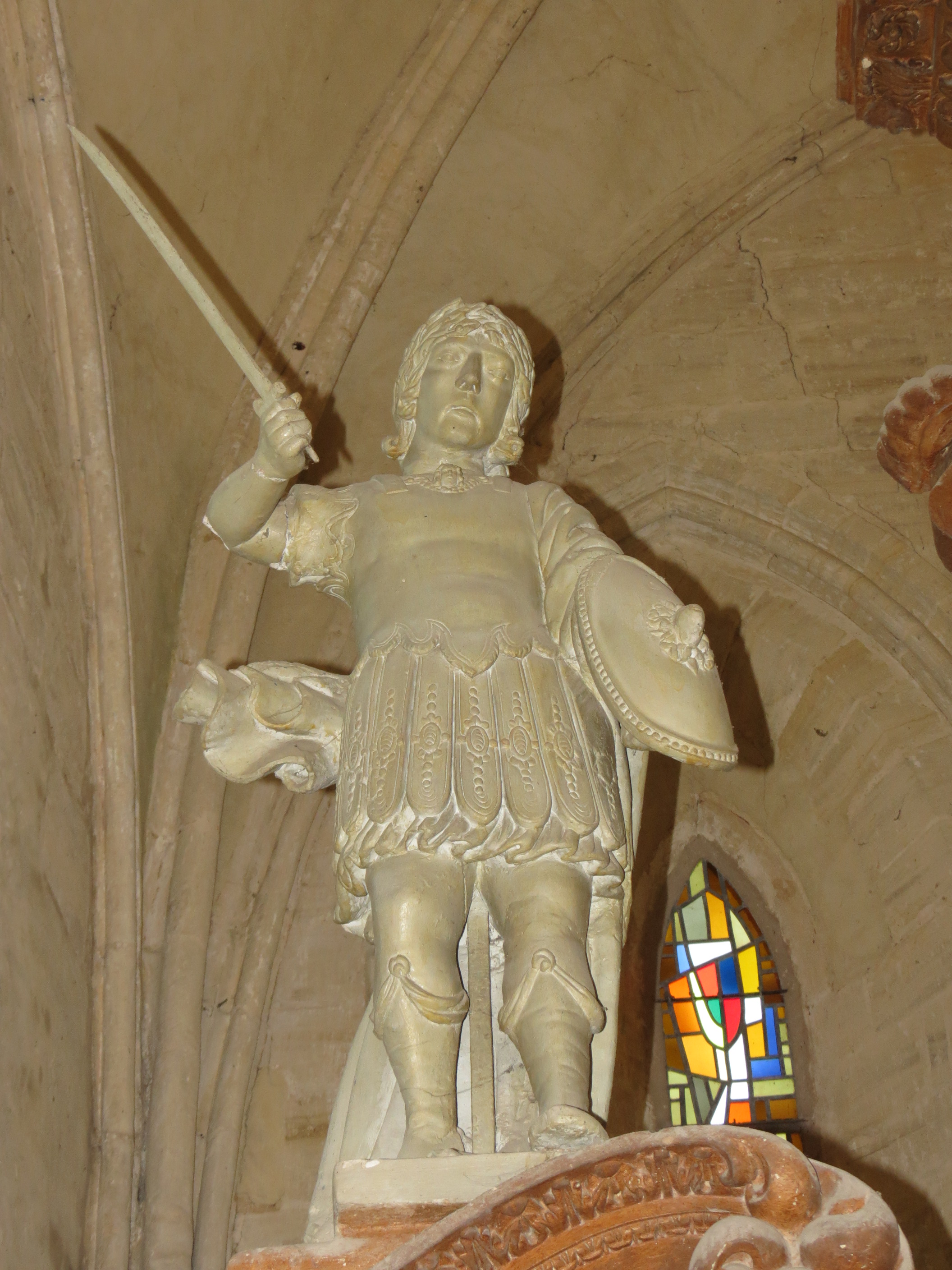
Statue de saint Eustache ou saint George.
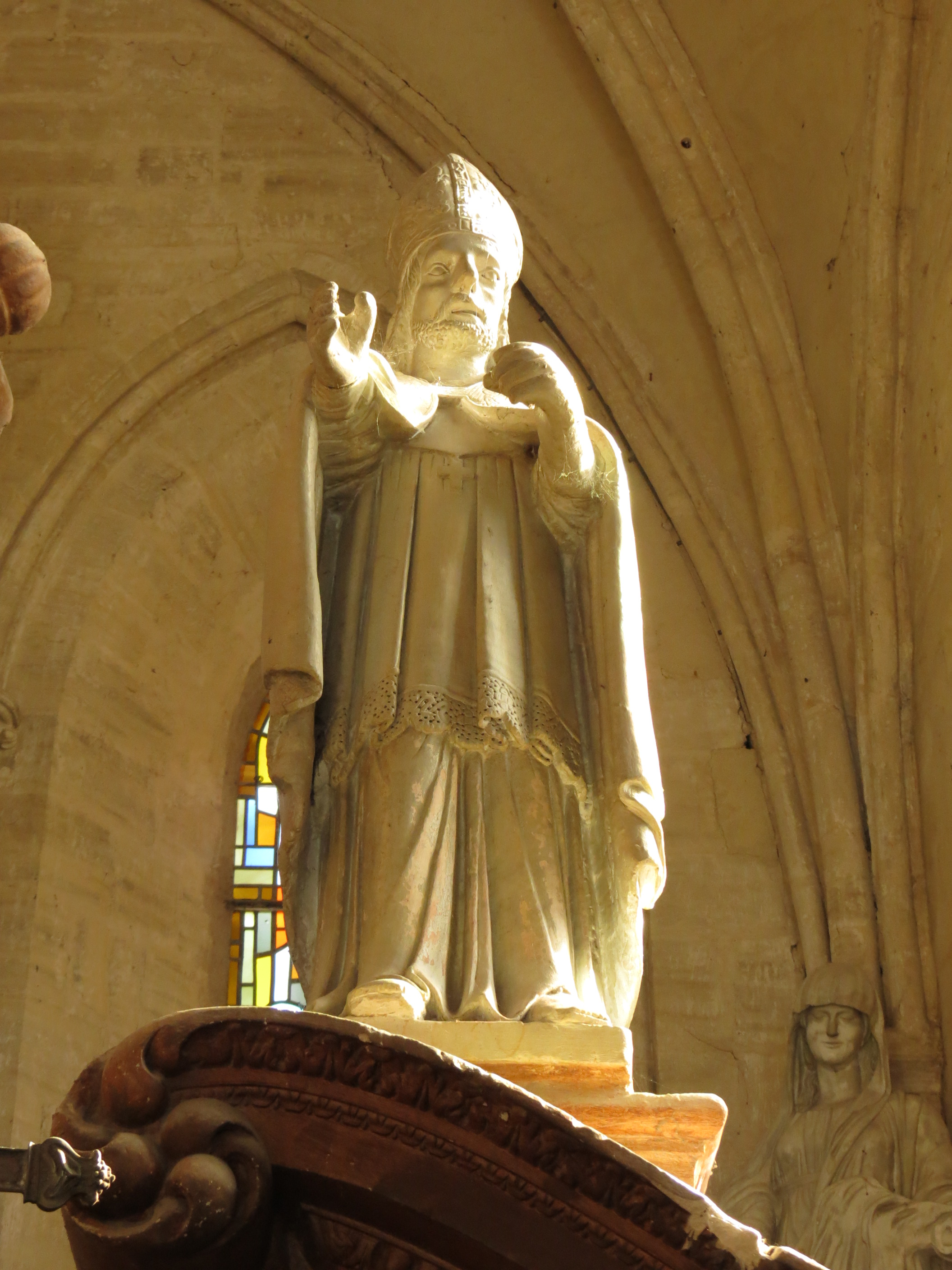
Statue de saint Martin évêque.
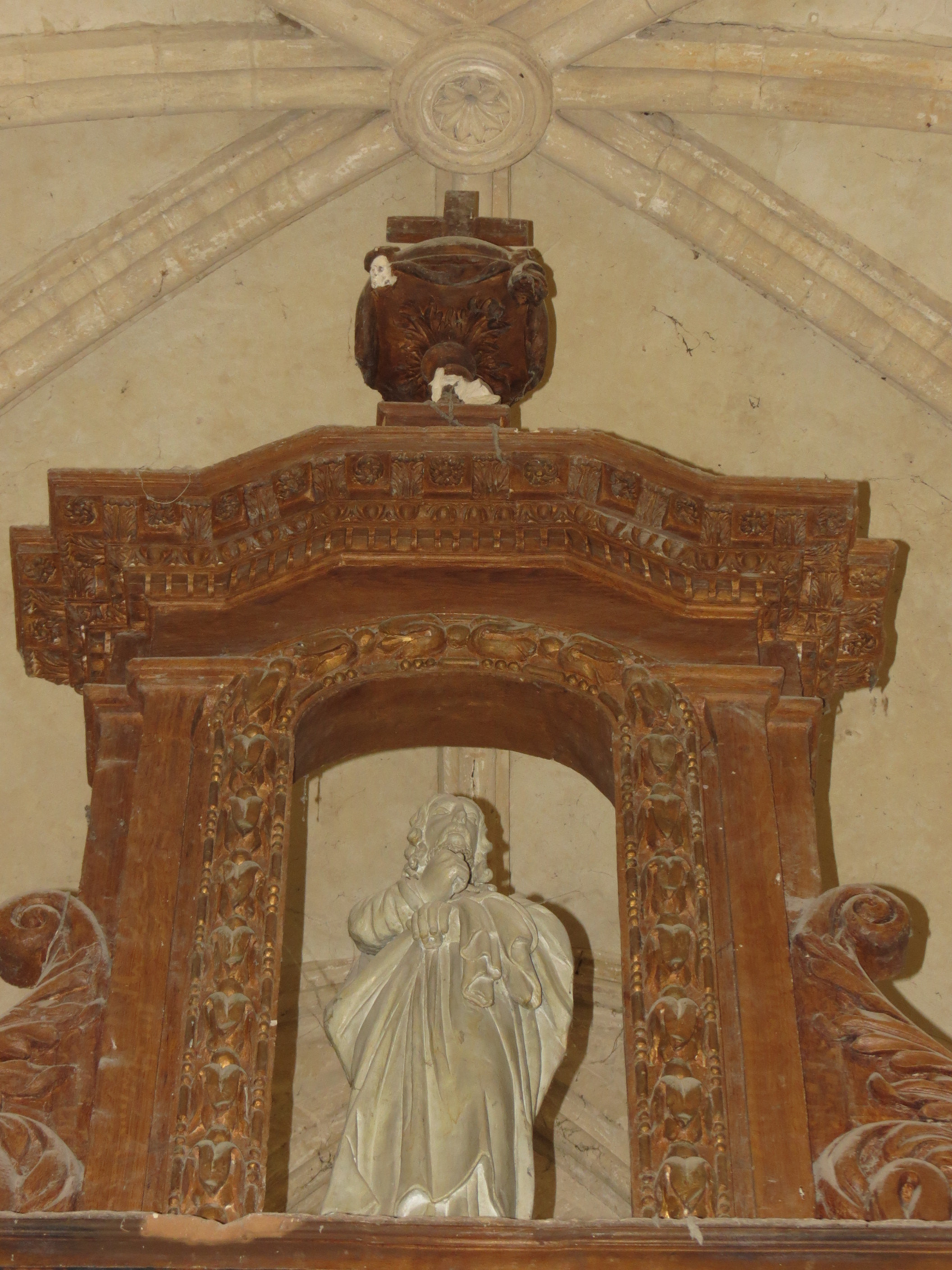
Niche et statue du Christ rédempteur.

### Tableaux
En plus du tableau du retable, plusieurs autres peintures se trouvent à l'intérieur de l'église. Deux toiles grand format sont visibles, dont une peinture à l'huile du XVIIe siècle présentant l'Adoration des bergers, et une seconde représente le baptême du Christ. Le tableau de l'Adoration des bergers a été classé monument historique au titre d'objet en 1917.

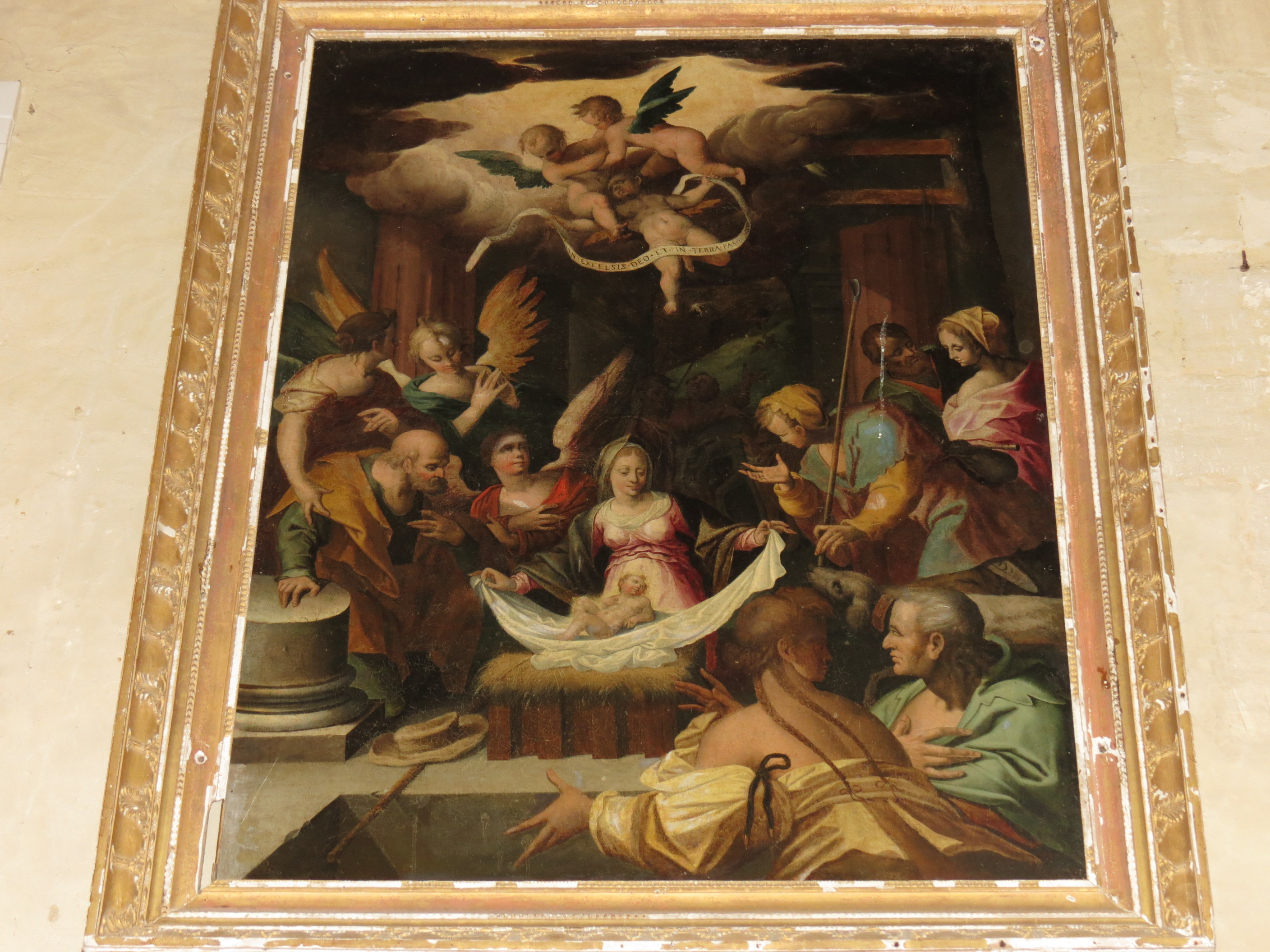
Adoration des bergers.
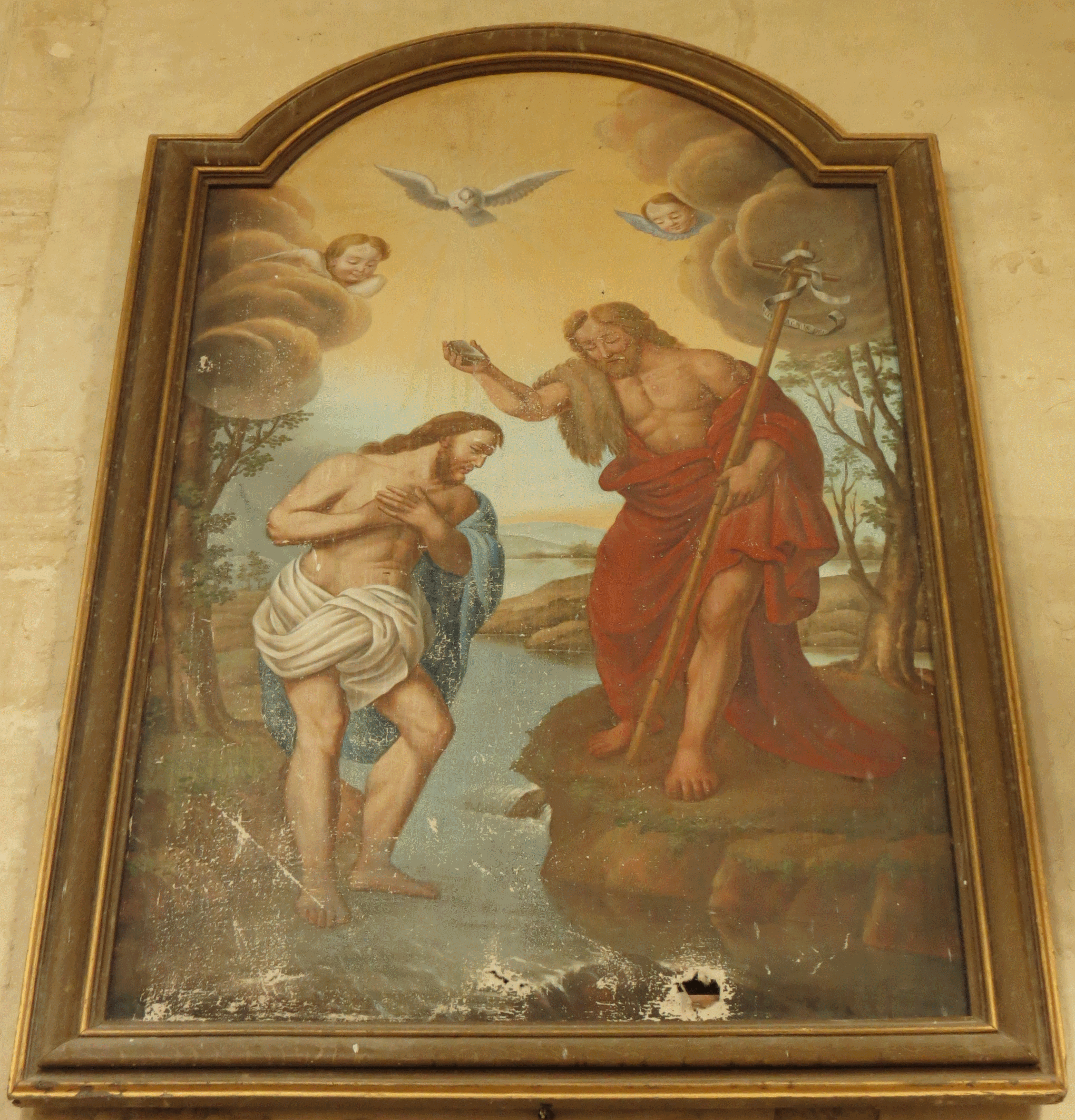
Baptême du Christ.

En complément, on trouve à l'intérieur de la nef quatorze tableaux du chemin de croix. Ceux-ci ont été réalisés en 1875. Le nom des donateurs est mentionné sous certains tableaux.

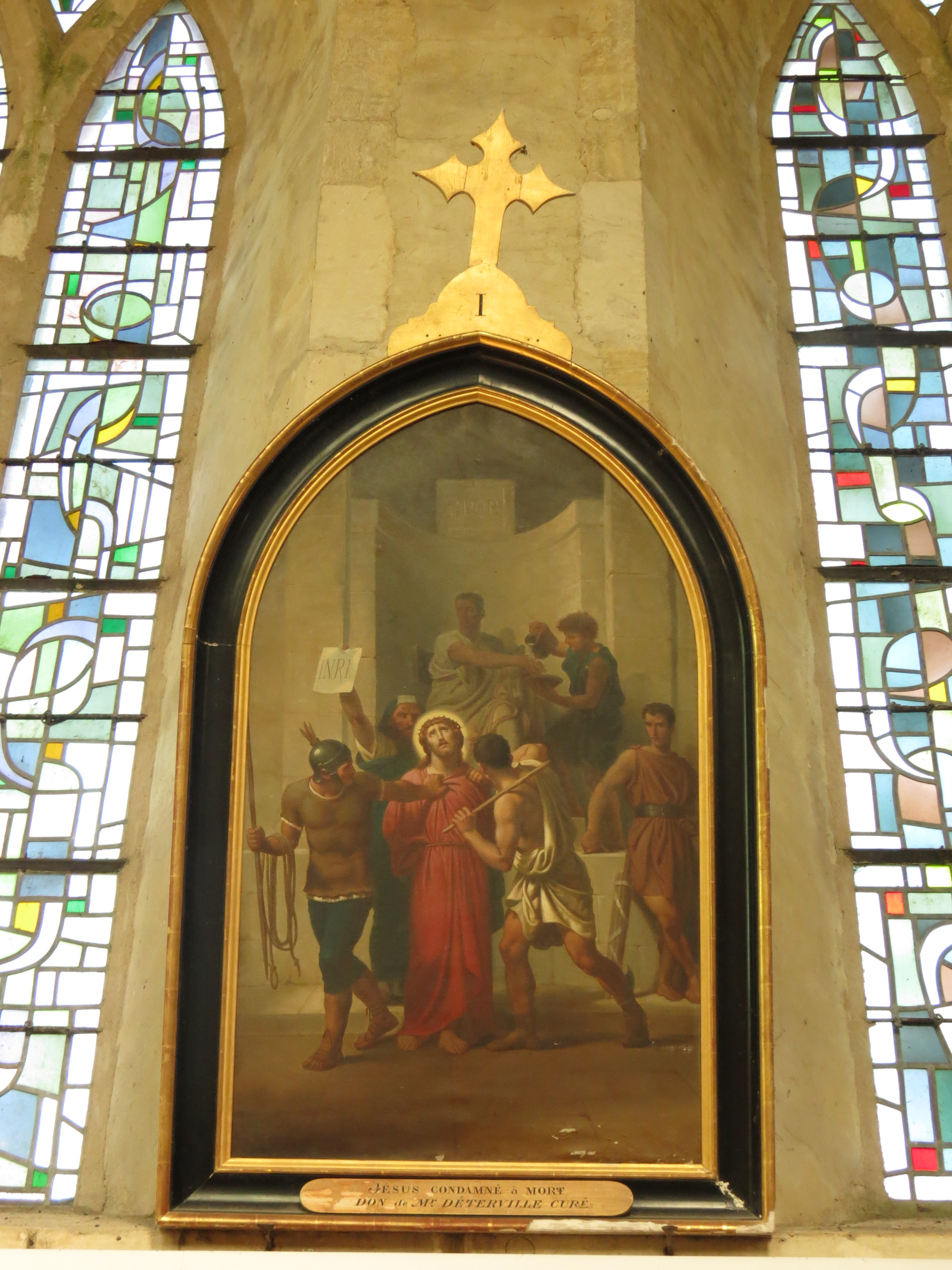
Jésus est condamné à mort.
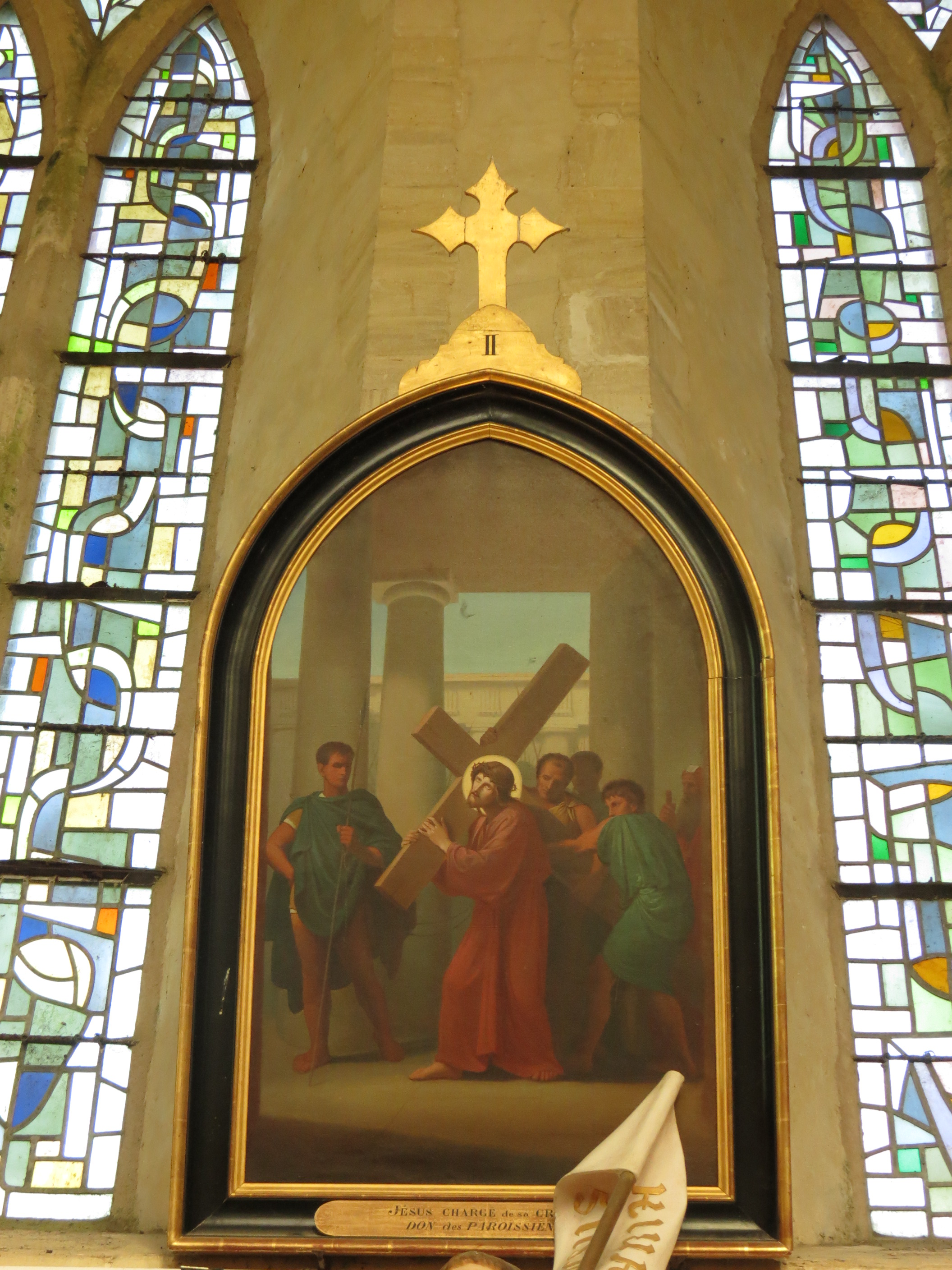
Jésus chargé de sa croix.
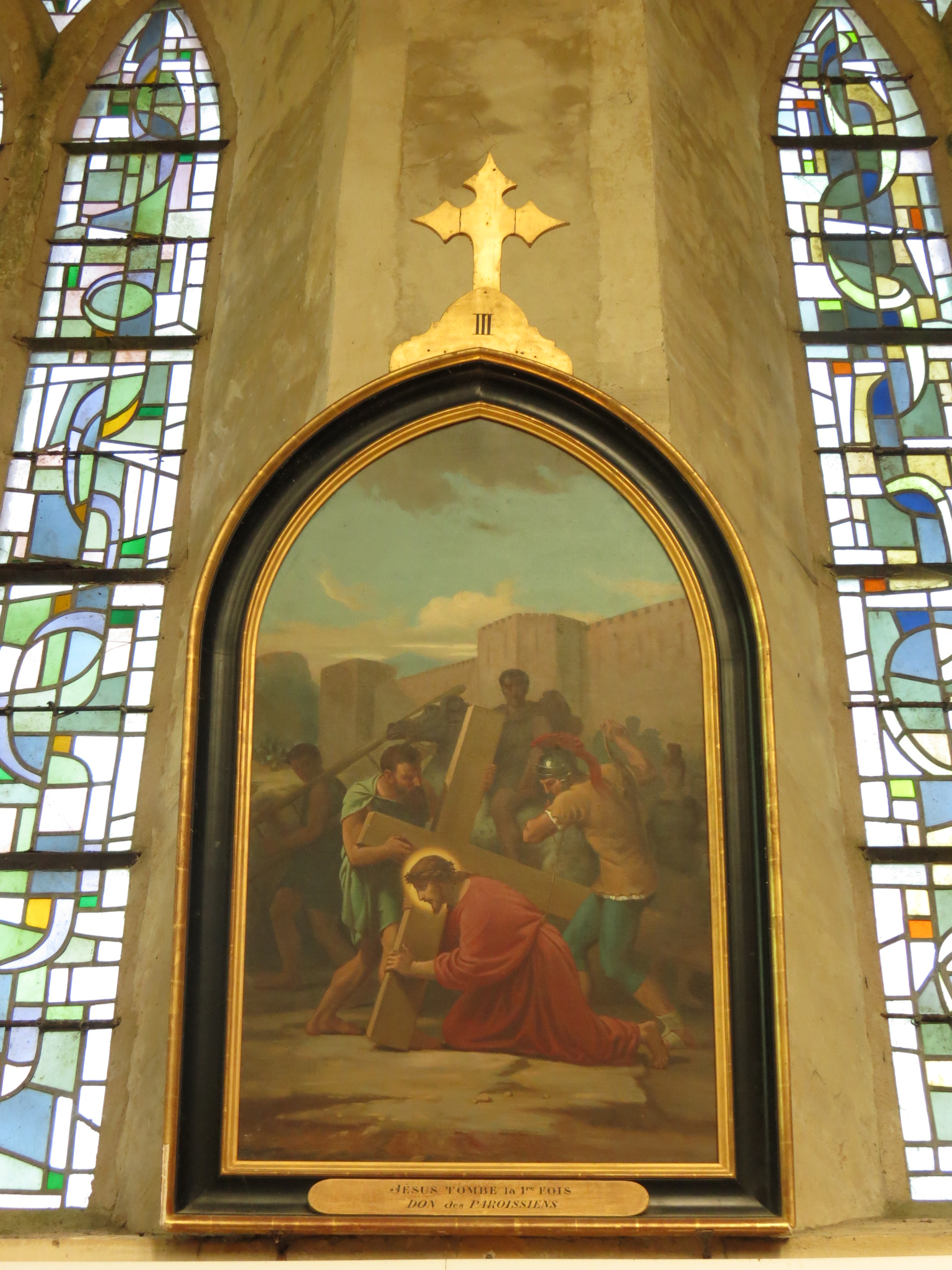
Jésus tombe pour la première fois.
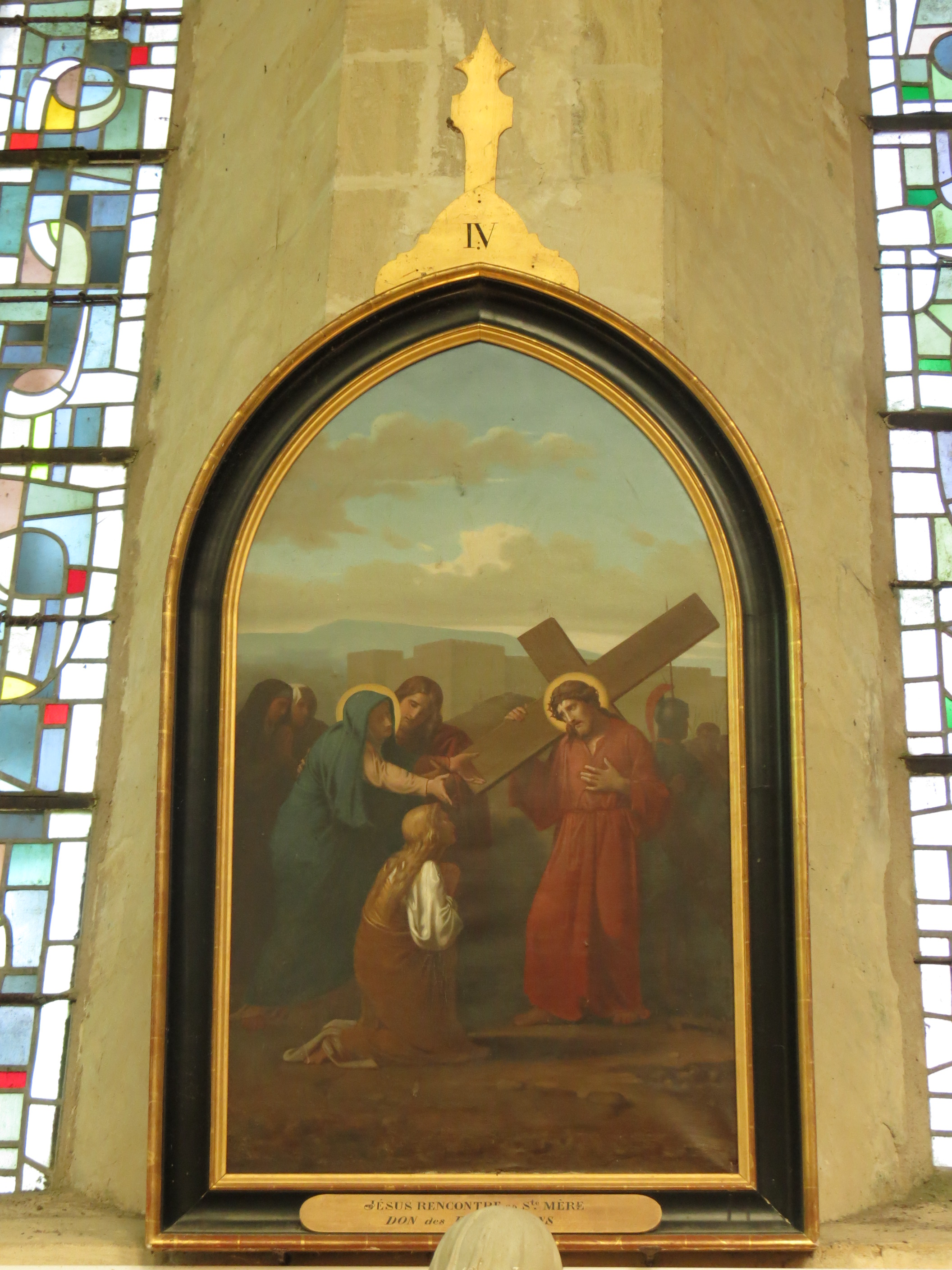
Jésus rencontre sa Sainte mère
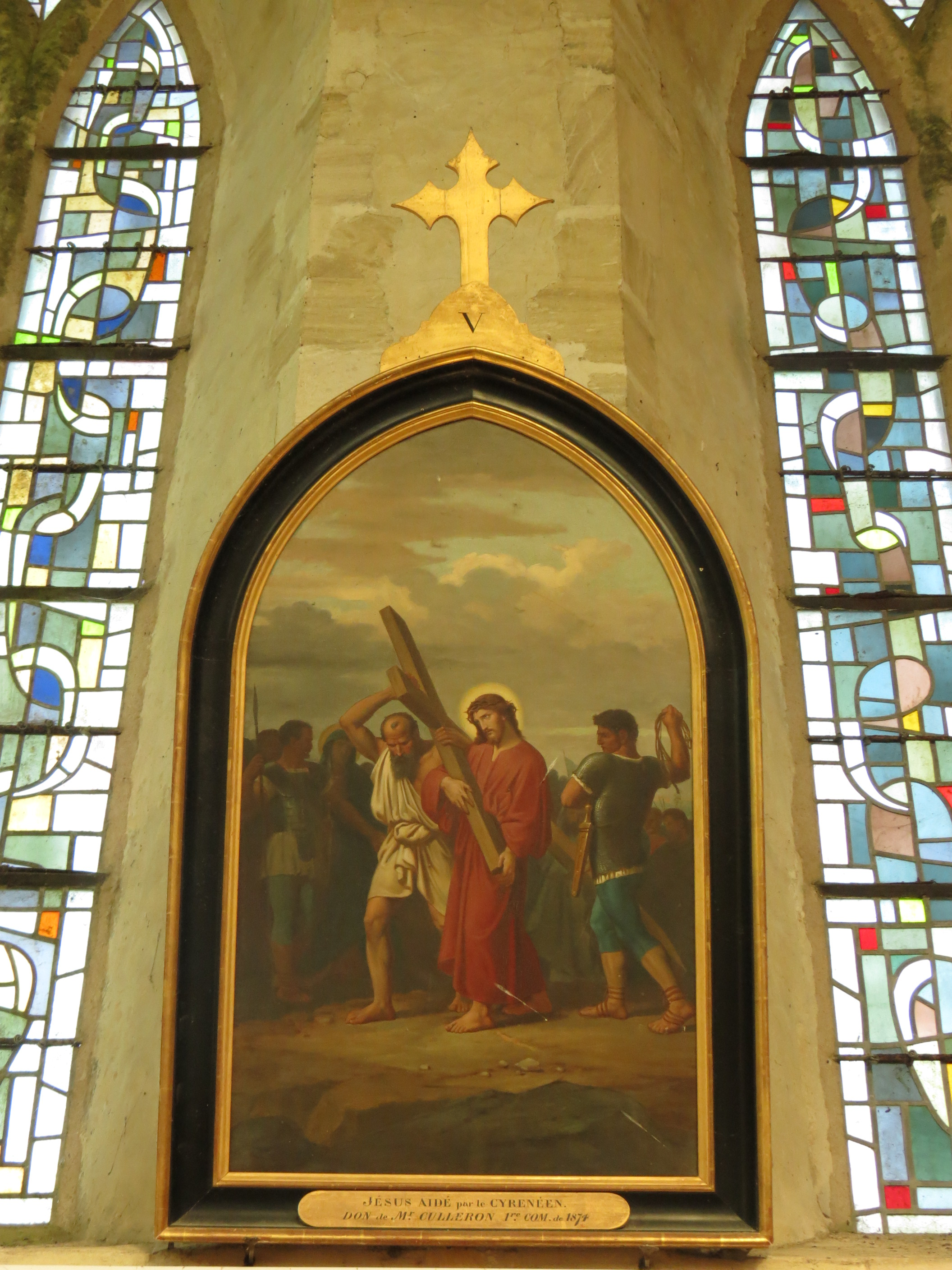
Jésus aidé par le cyrénéen.
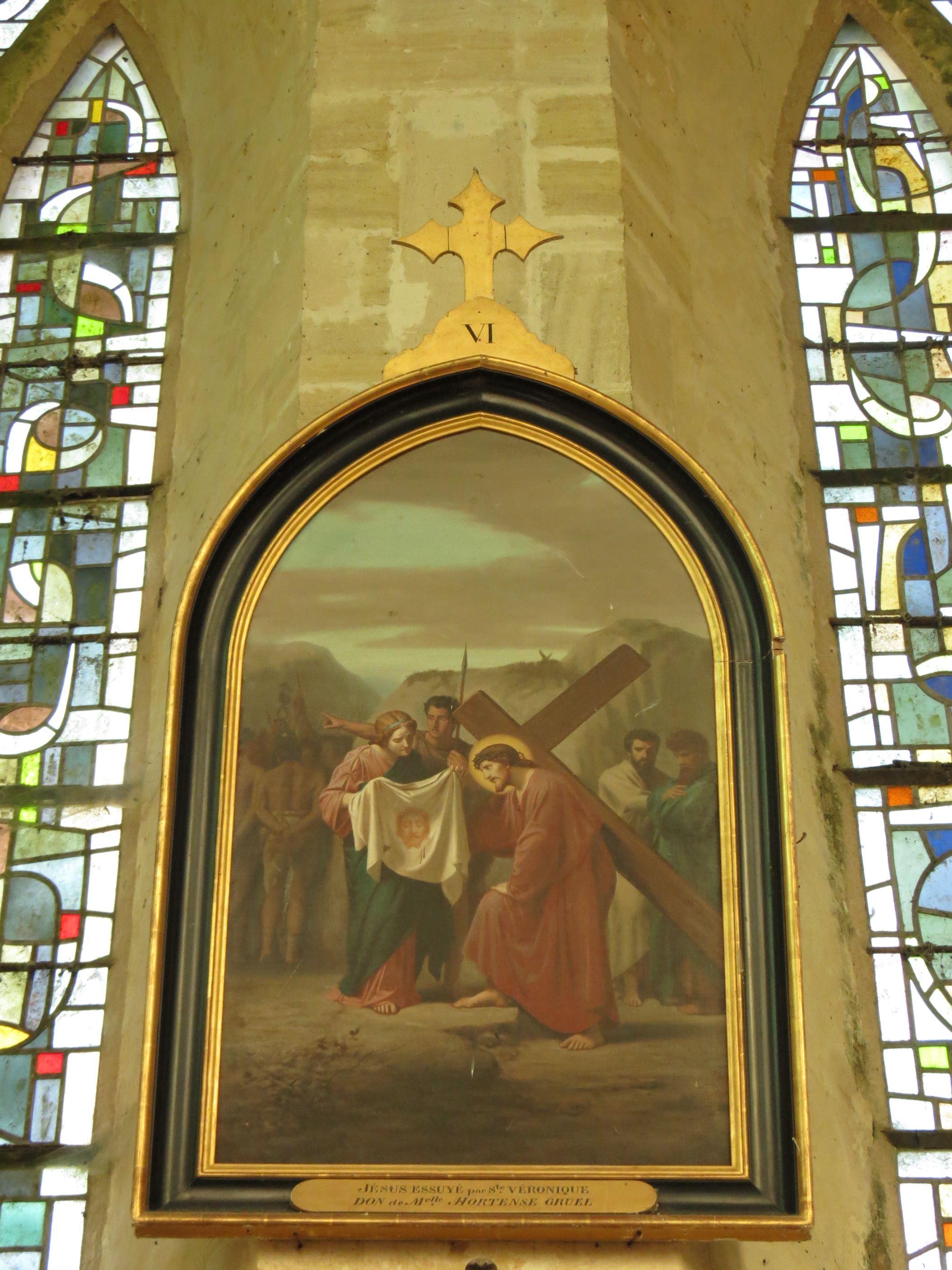
Jésus essuyé par sainte Véronique.
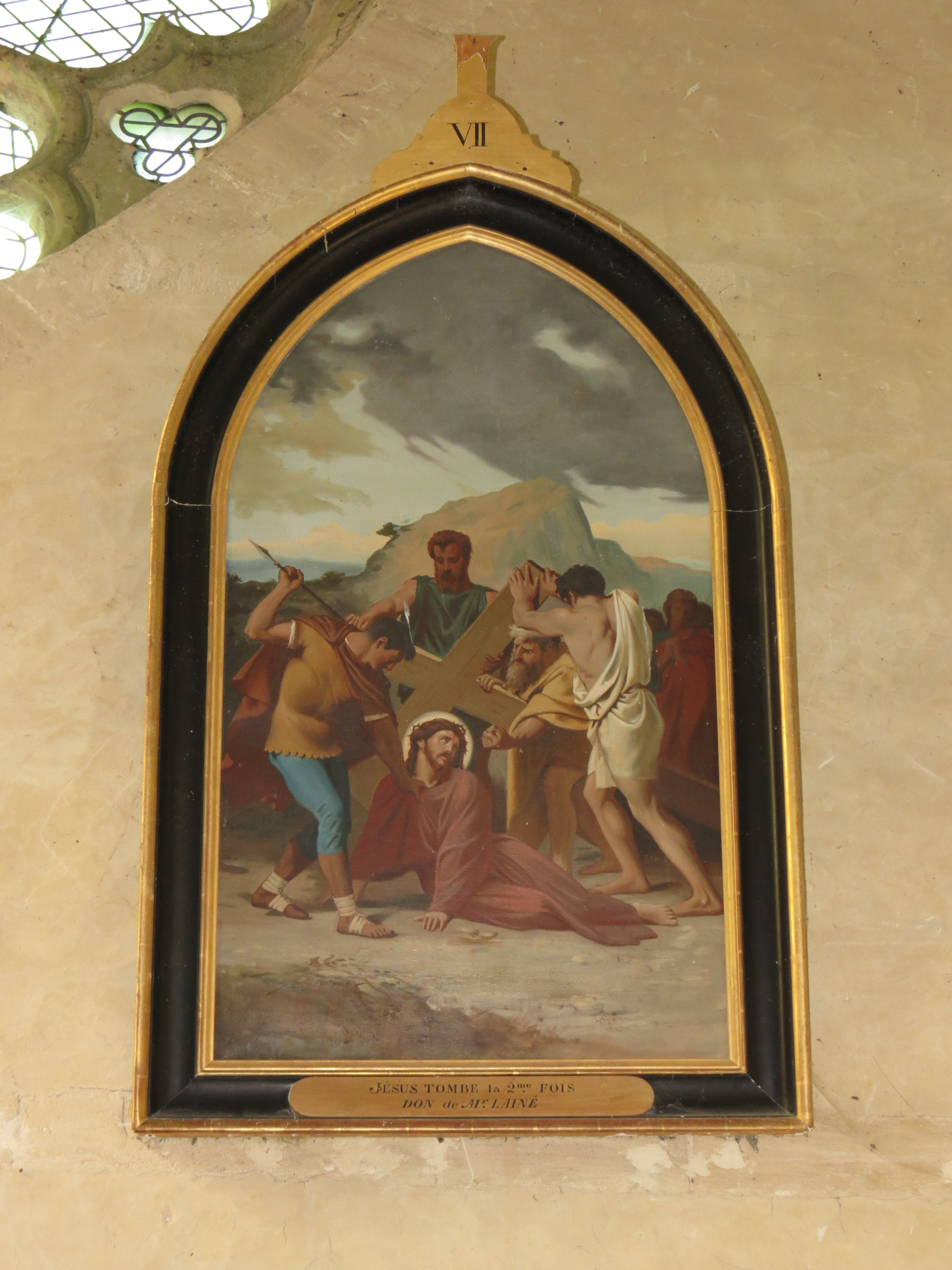
Jésus tombe la deuxième fois.
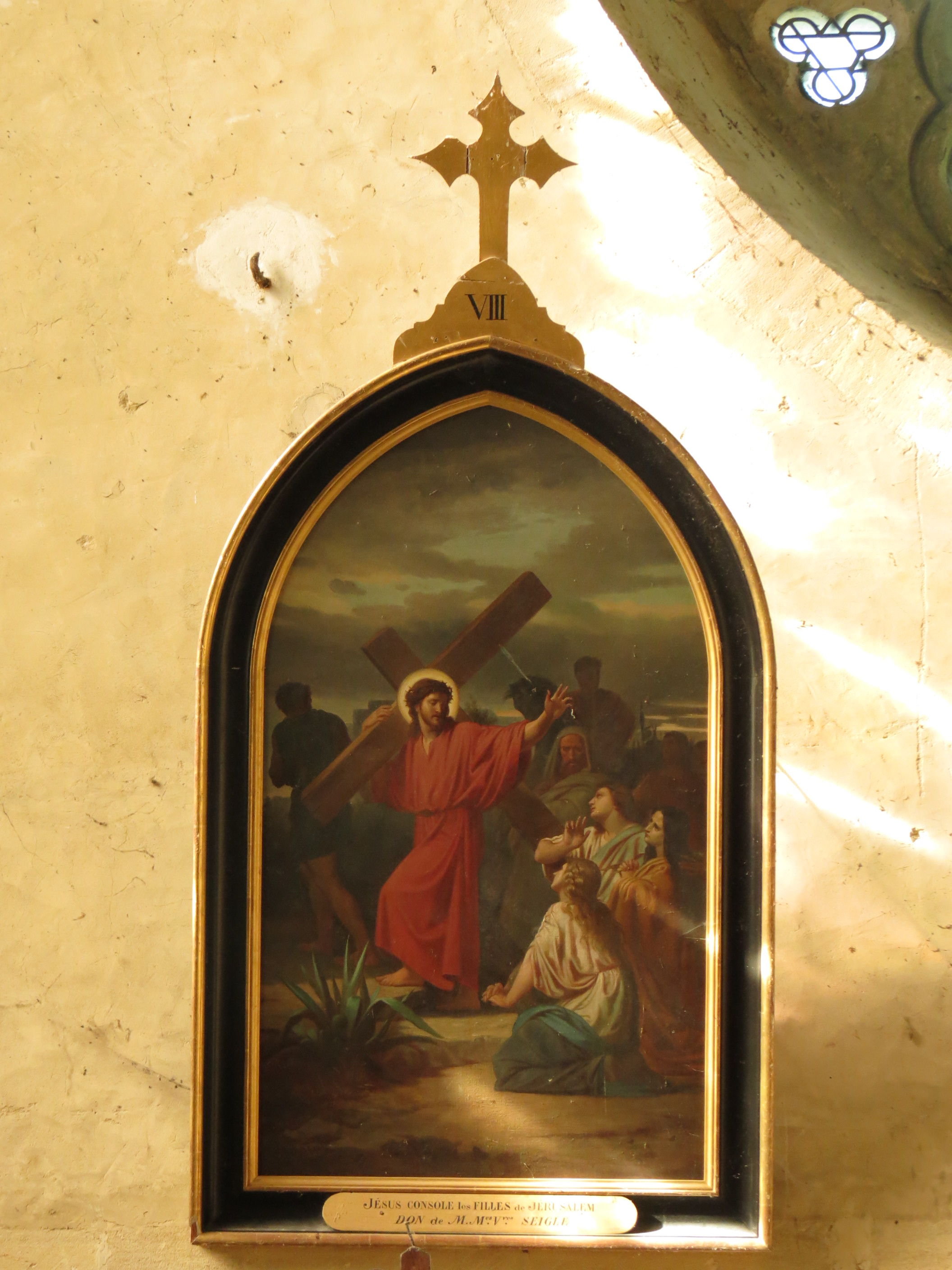
Jésus console les filles de Jérusalem.
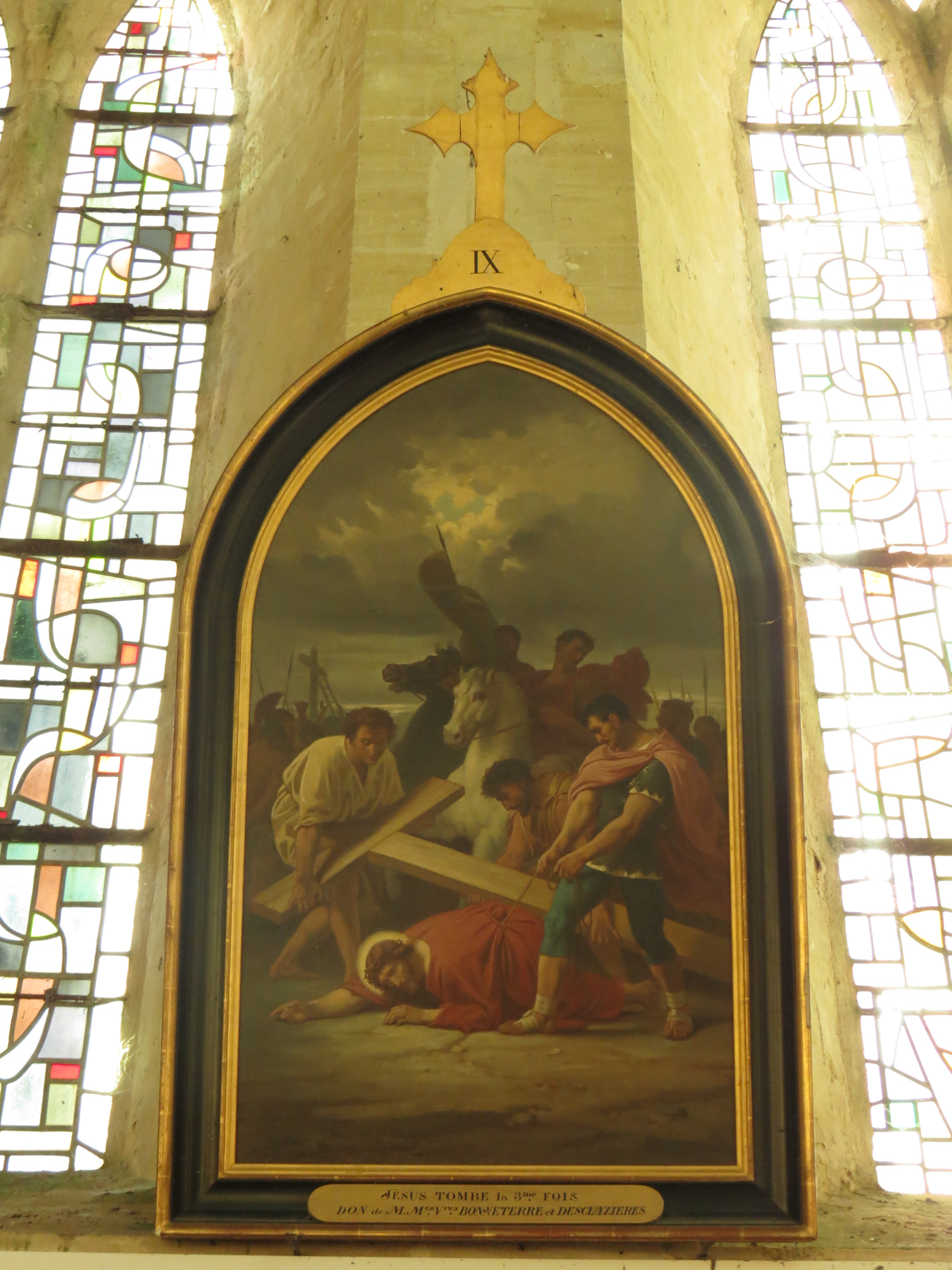
Jésus tombe la troisième fois.
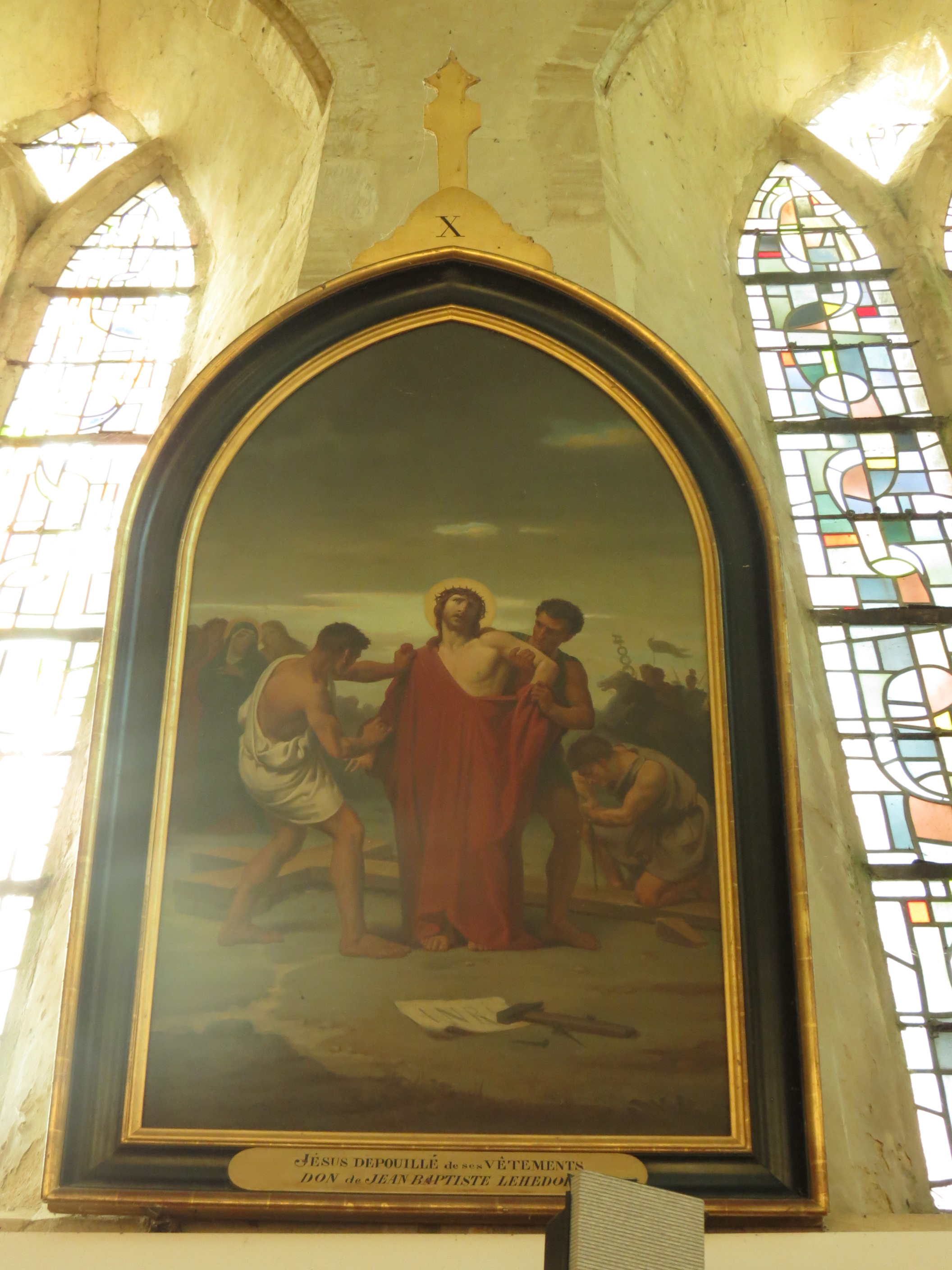
Jésus dépouillé de ses vêtements.
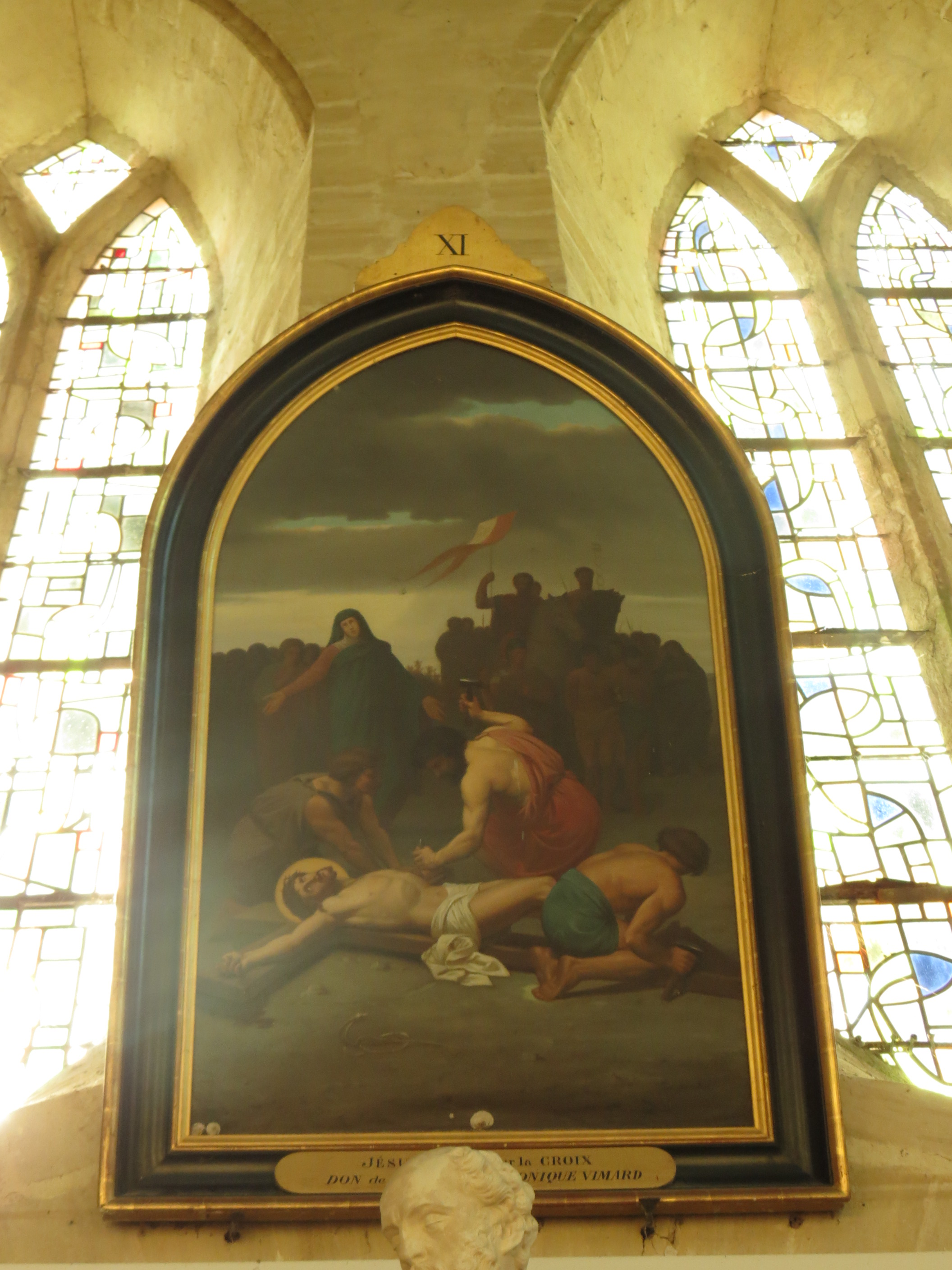
Jésus cloué sur la croix.
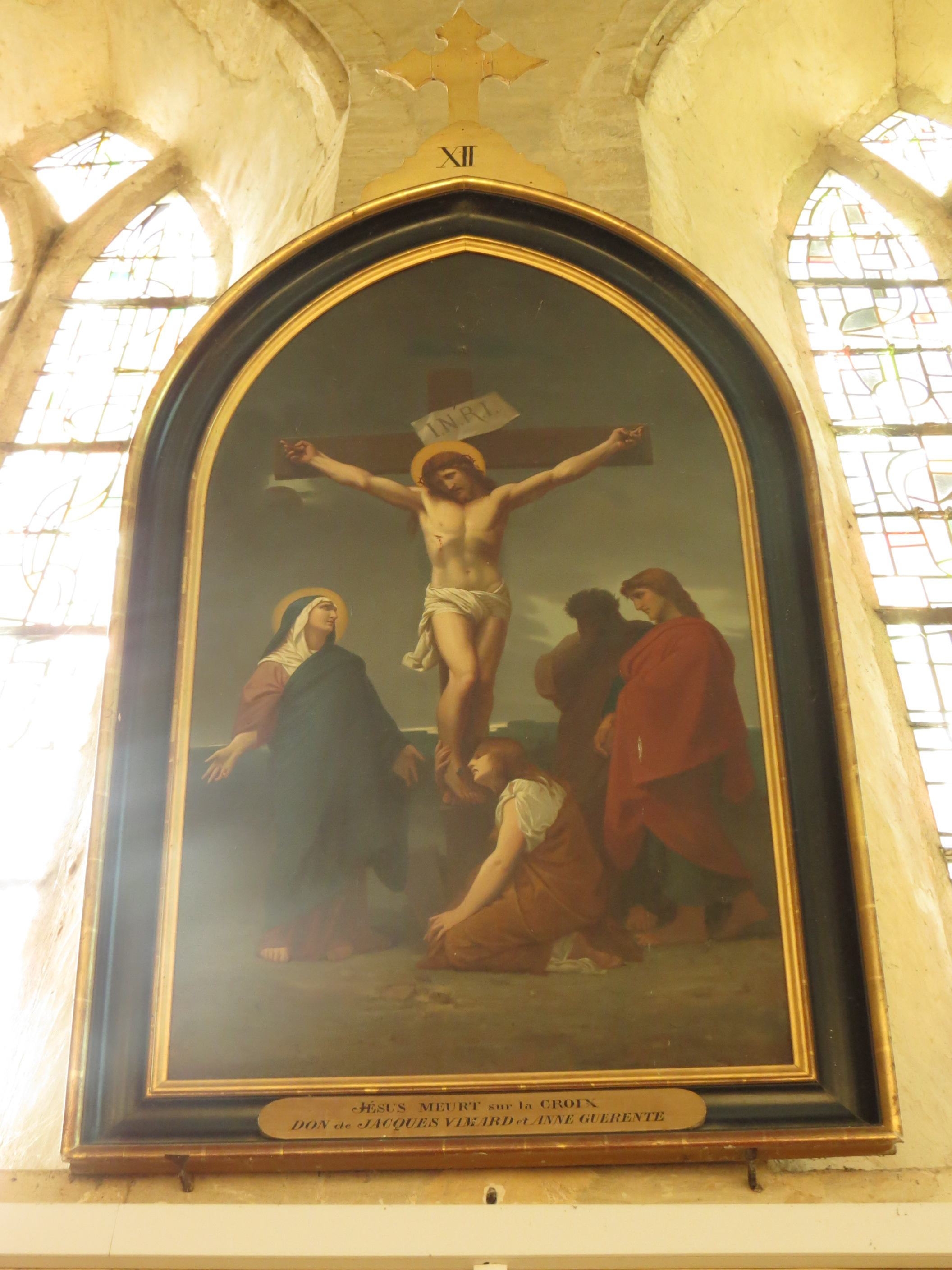
Jésus meurt sur la croix.
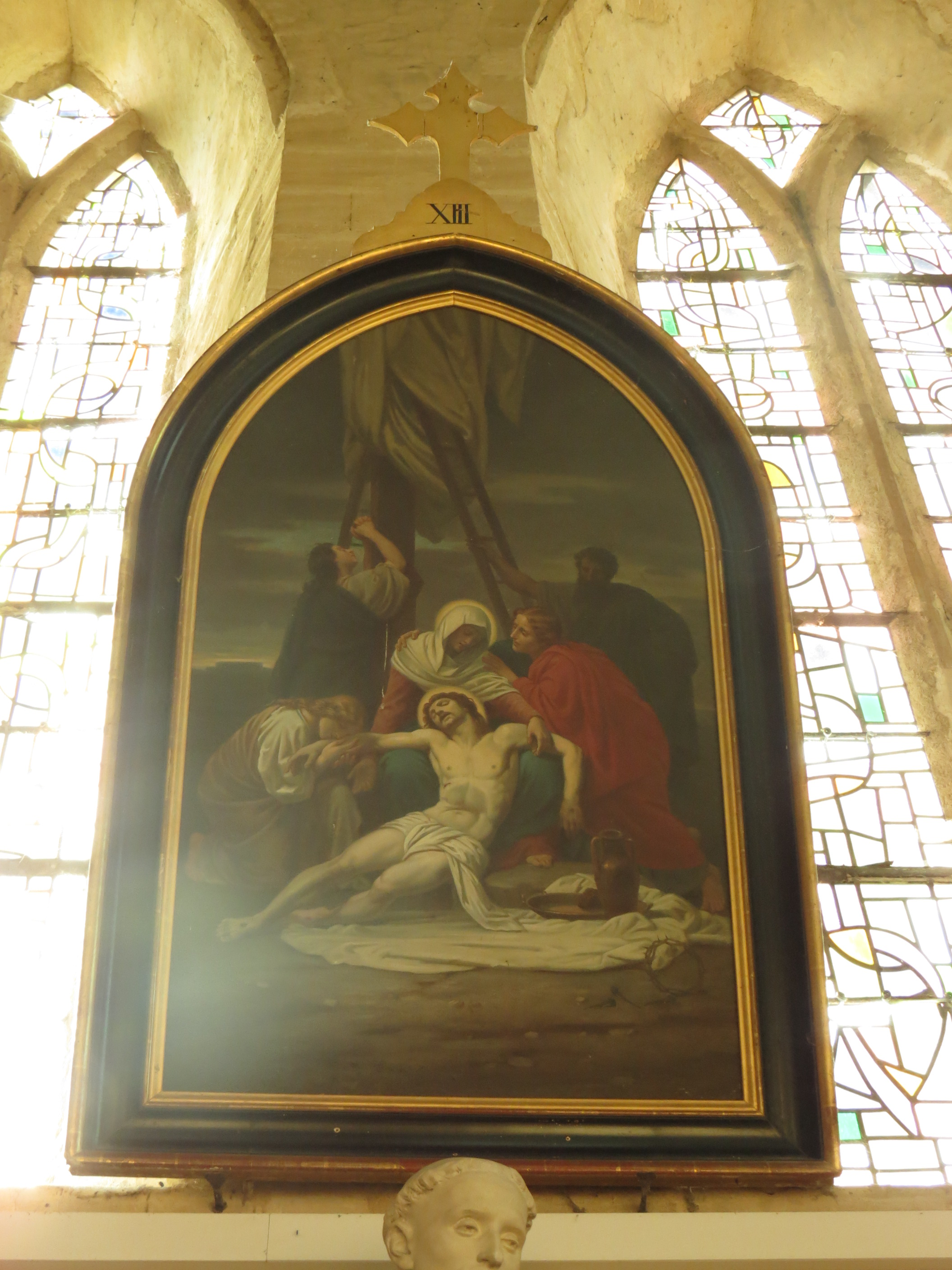
Jésus détaché de la croix.
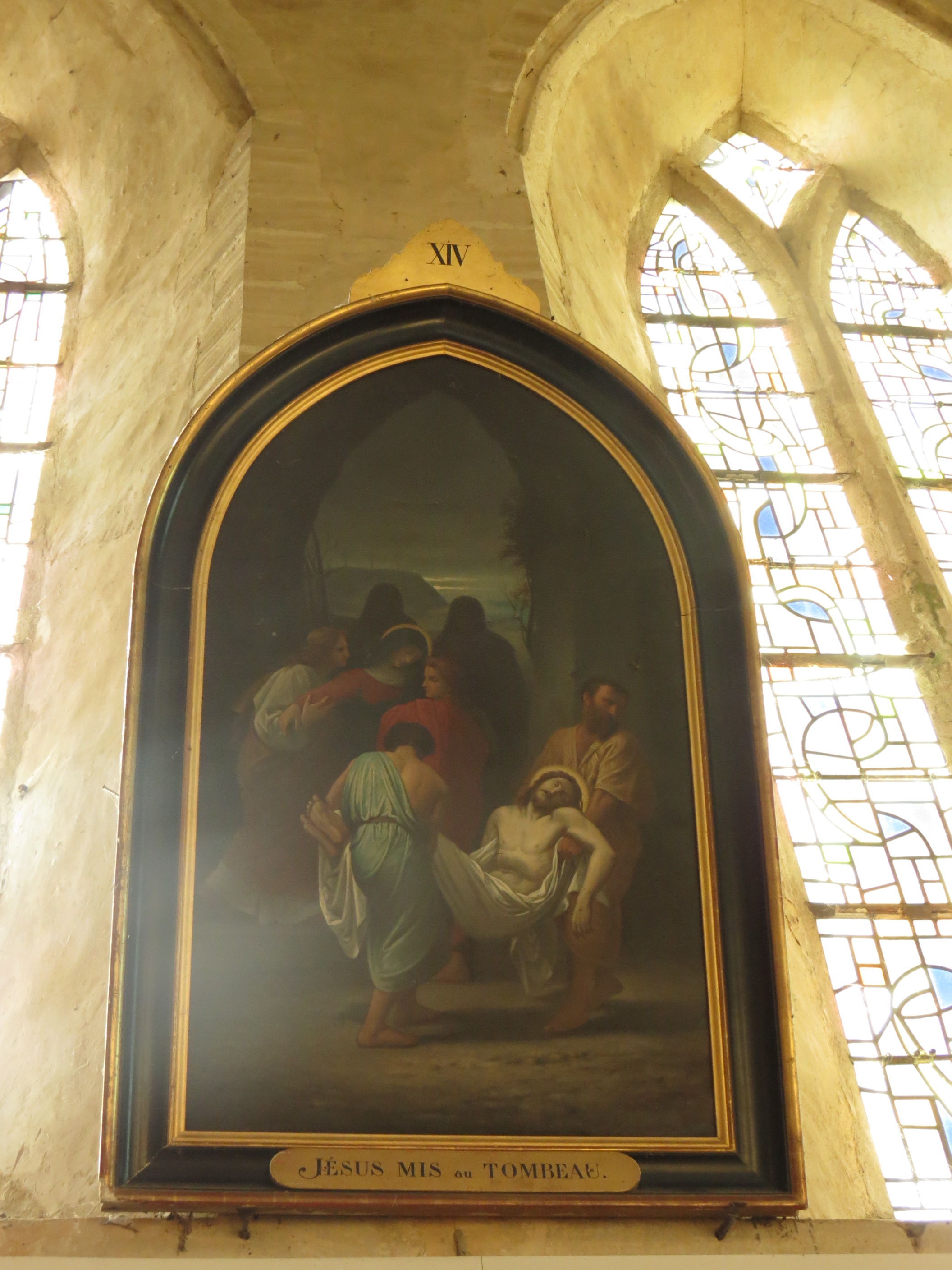
Jésus mis au tombeau.

### Statuaire et autels
Dans la nef, plusieurs statues témoignent de la vague de dévotion religieuse qui aboutit à la canonisation de nombreux saints entre 1850 et 1930. En complément du maître-autel, trois autres autels sont placés dans l'édifice : un à sainte Thérèse de Lisieux, un au Sacré-Cœur et un à la Vierge.

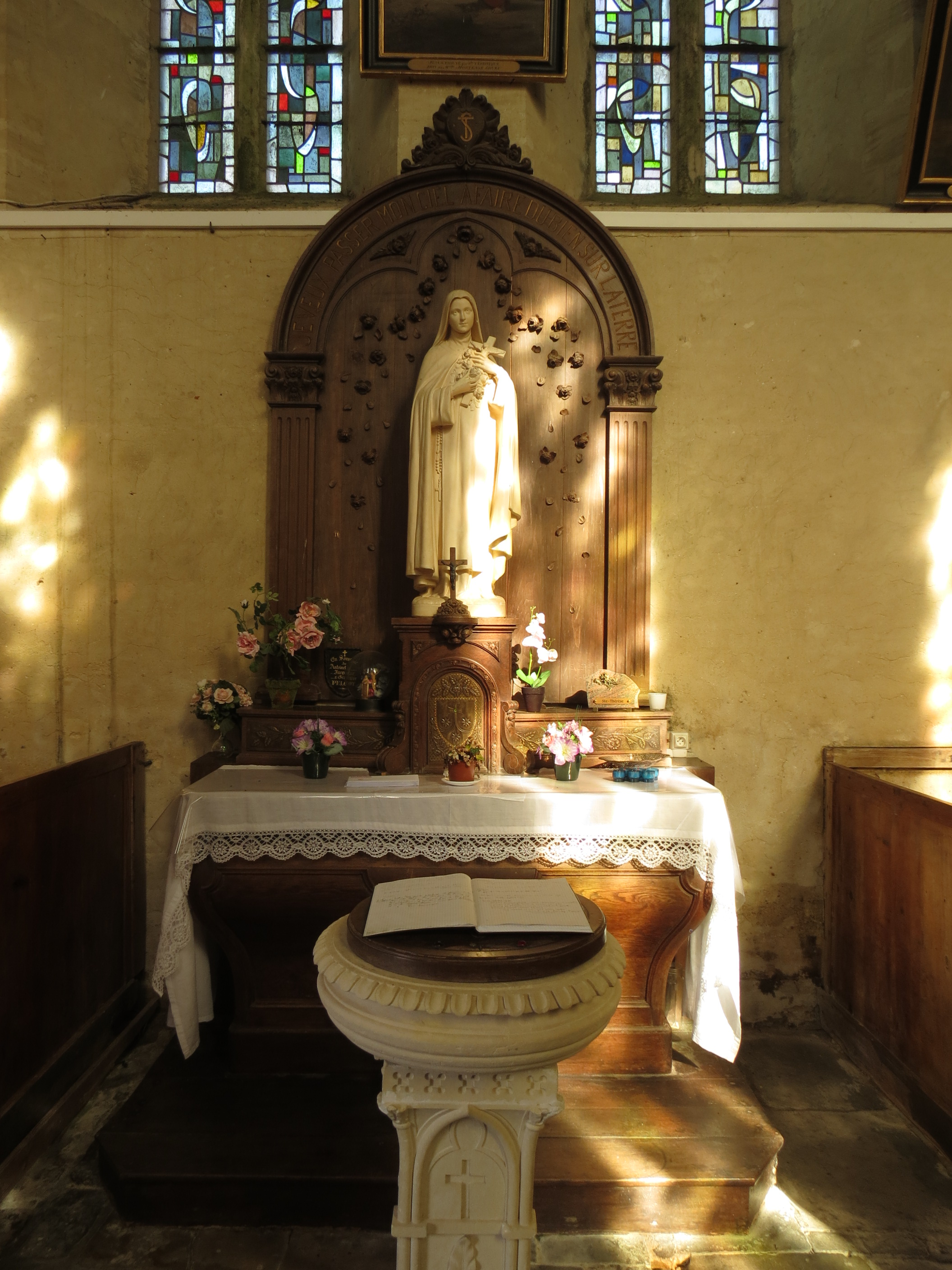
Autel à sainte Thérèse de Lisieux.
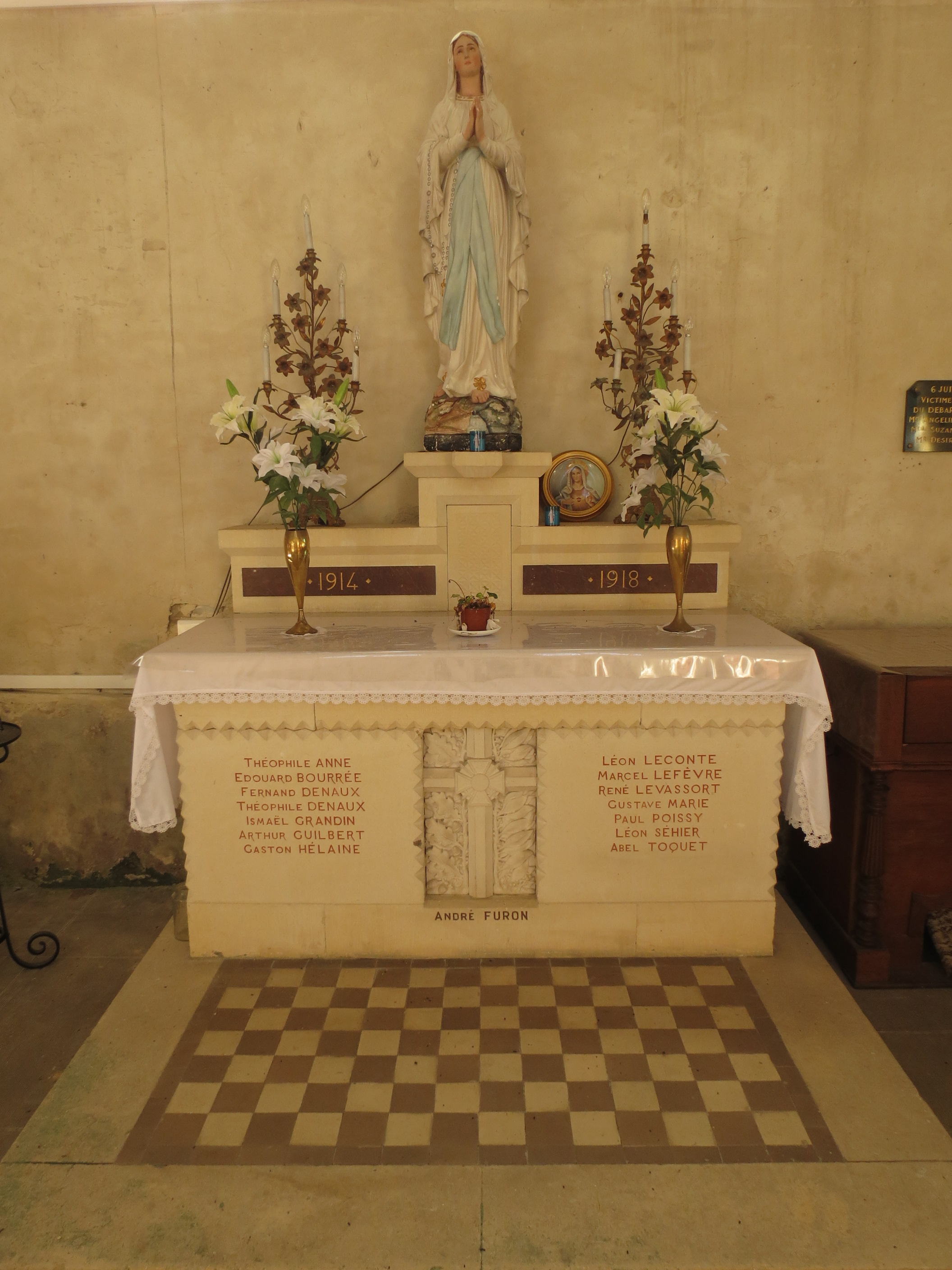
Autel de la Vierge.
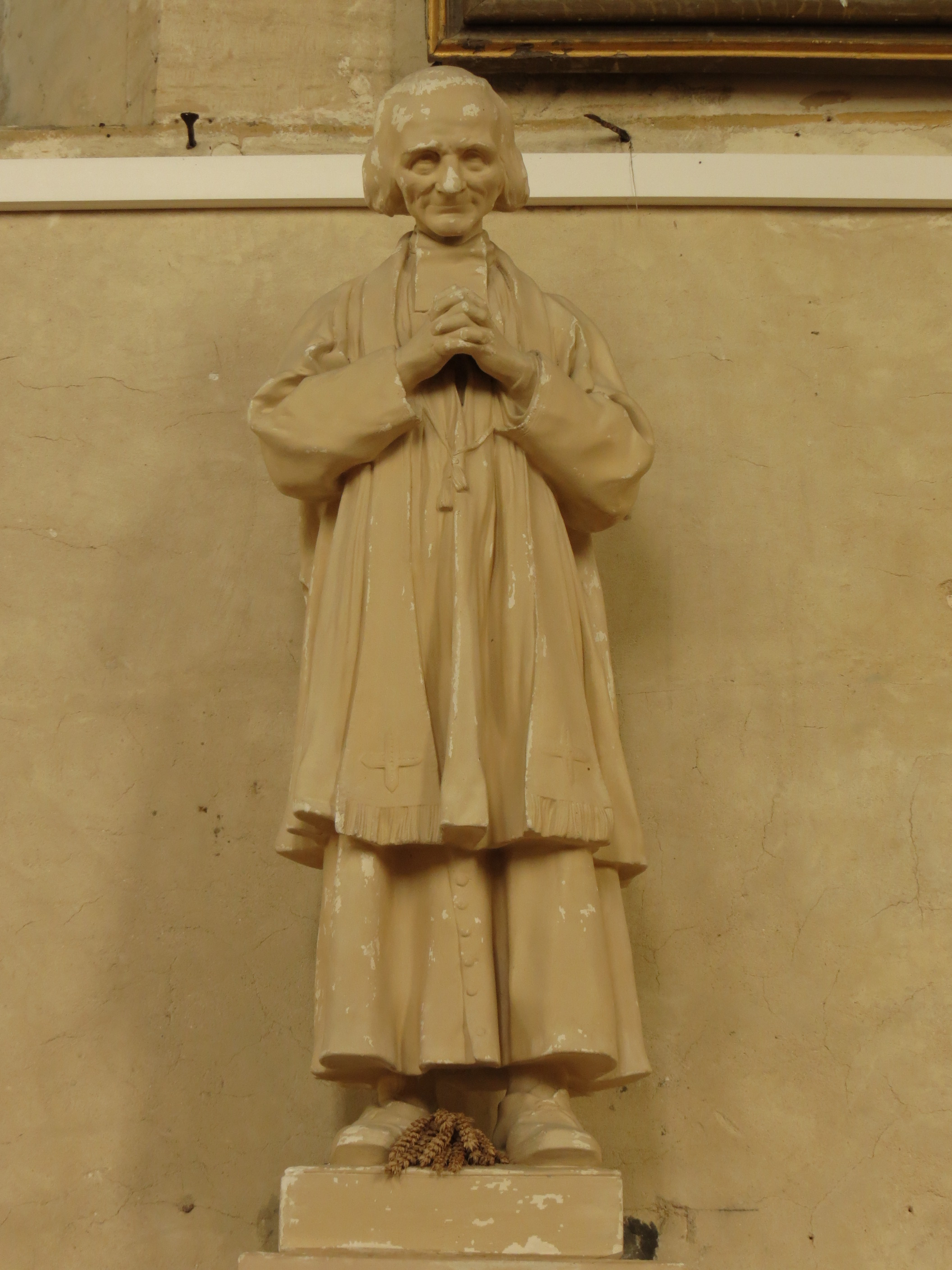
Statue de saint curé d'Ars.
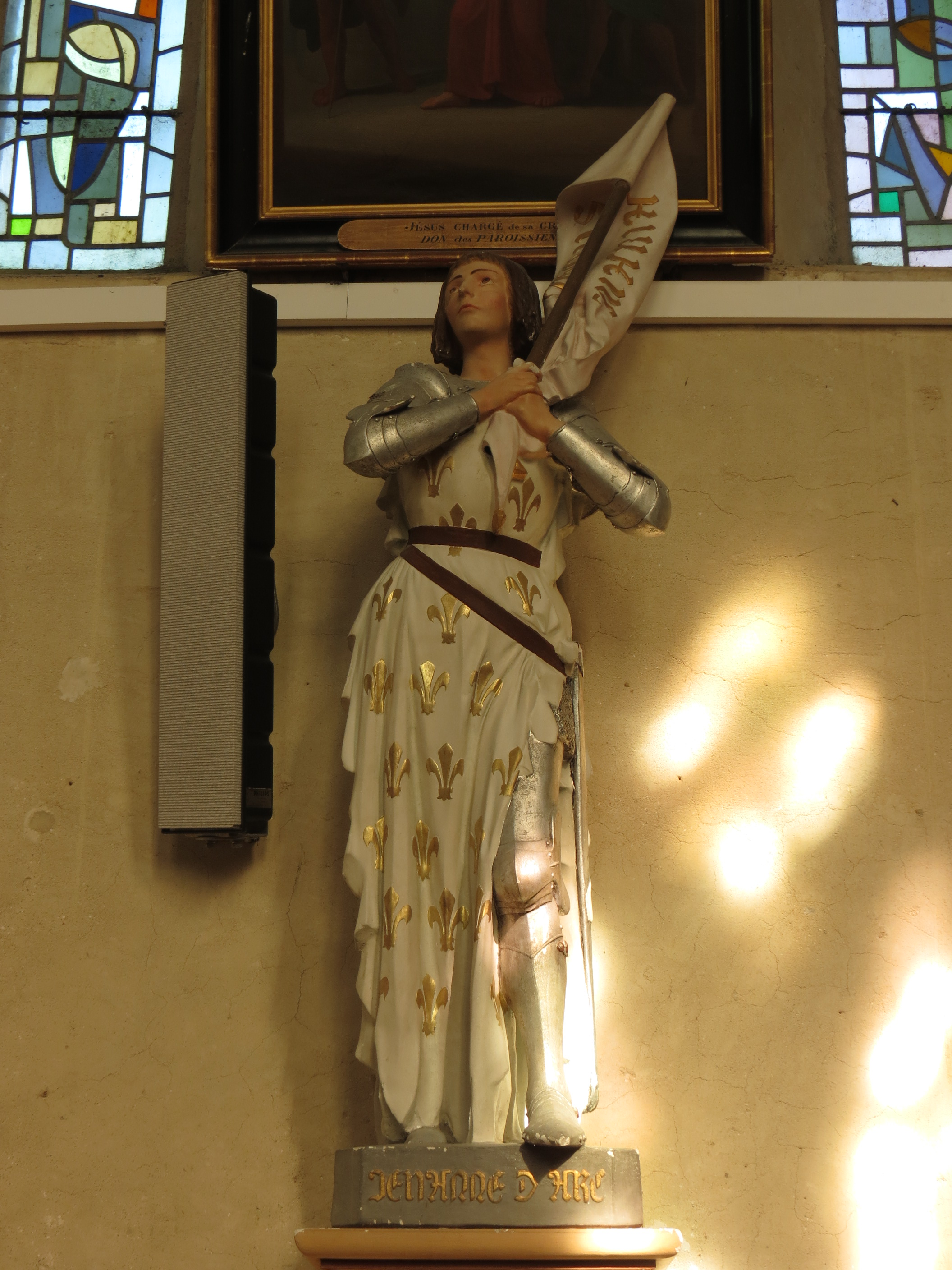
Statue de sainte Jeanne d'Arc.
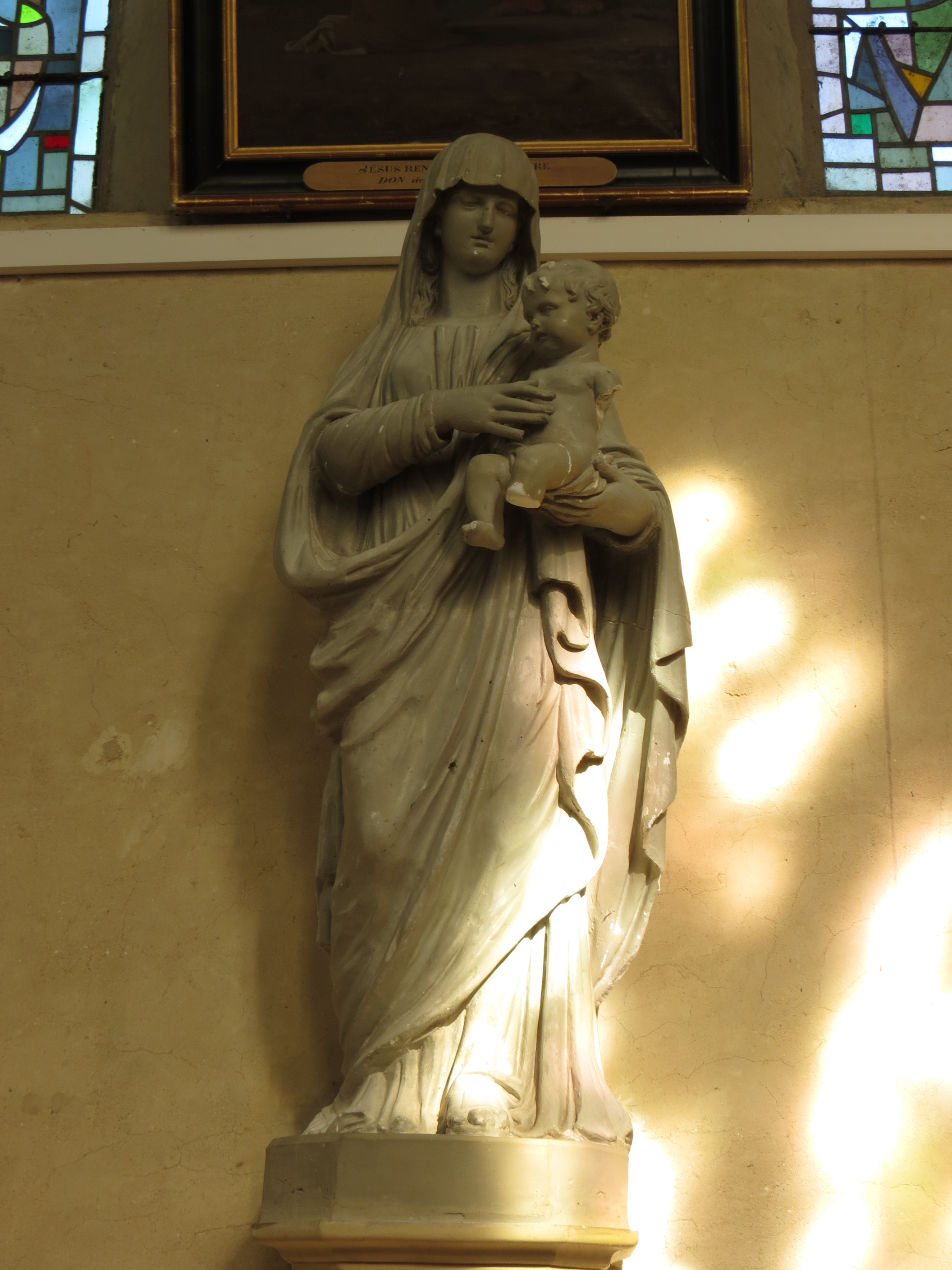
Statue de sainte Marie.
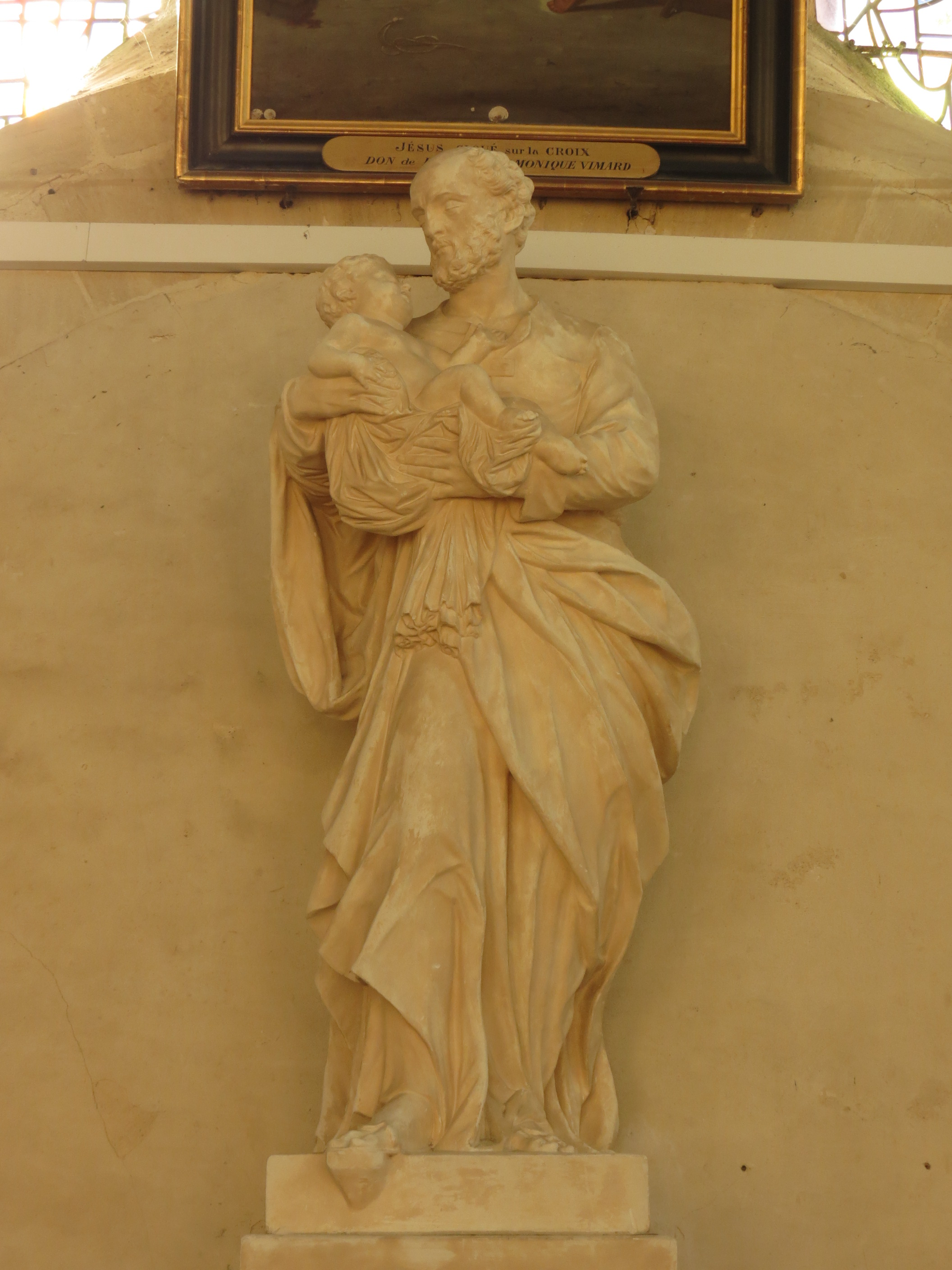
Statue de saint Joseph.
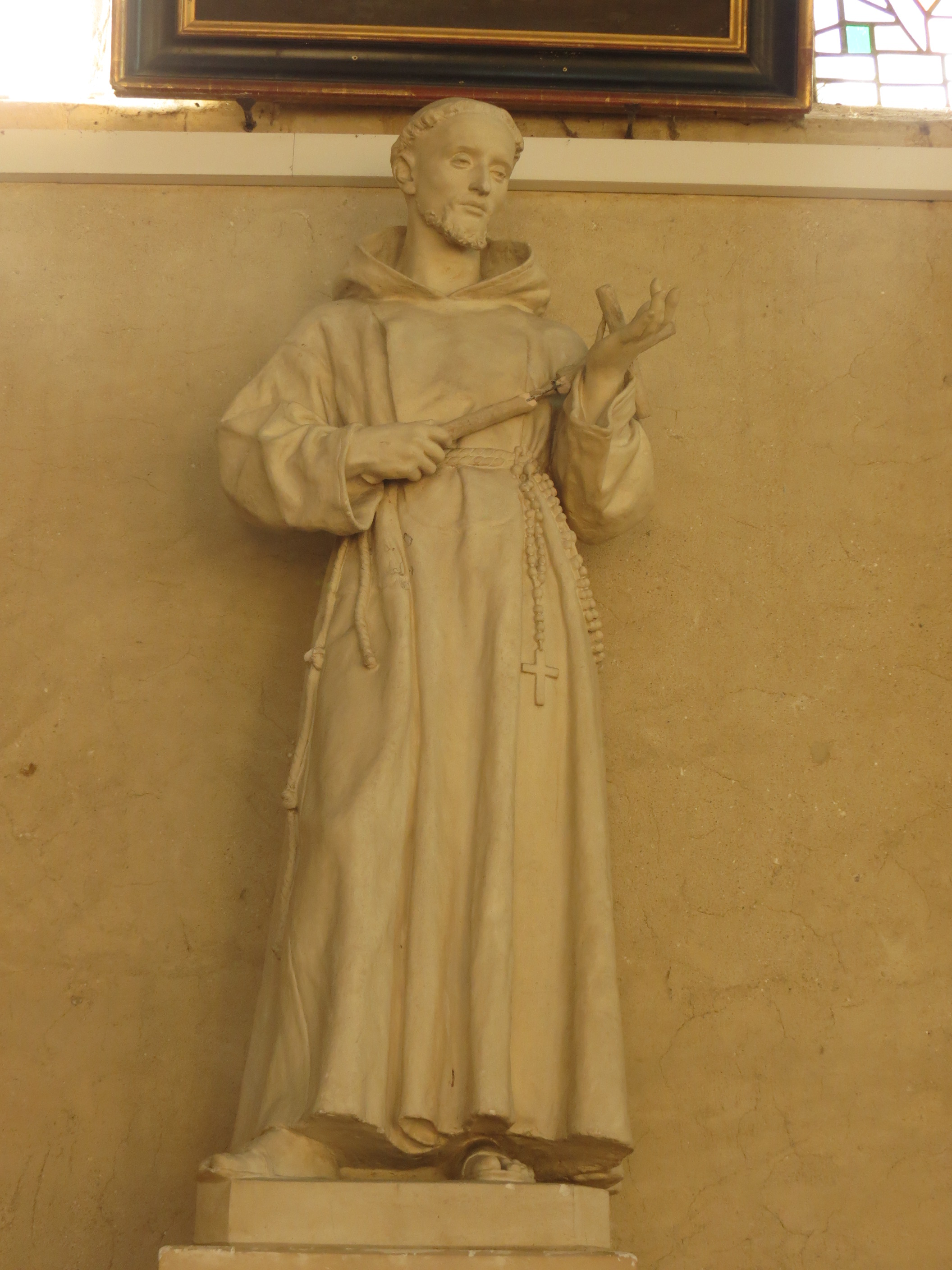
Statue de saint François d'Assise.
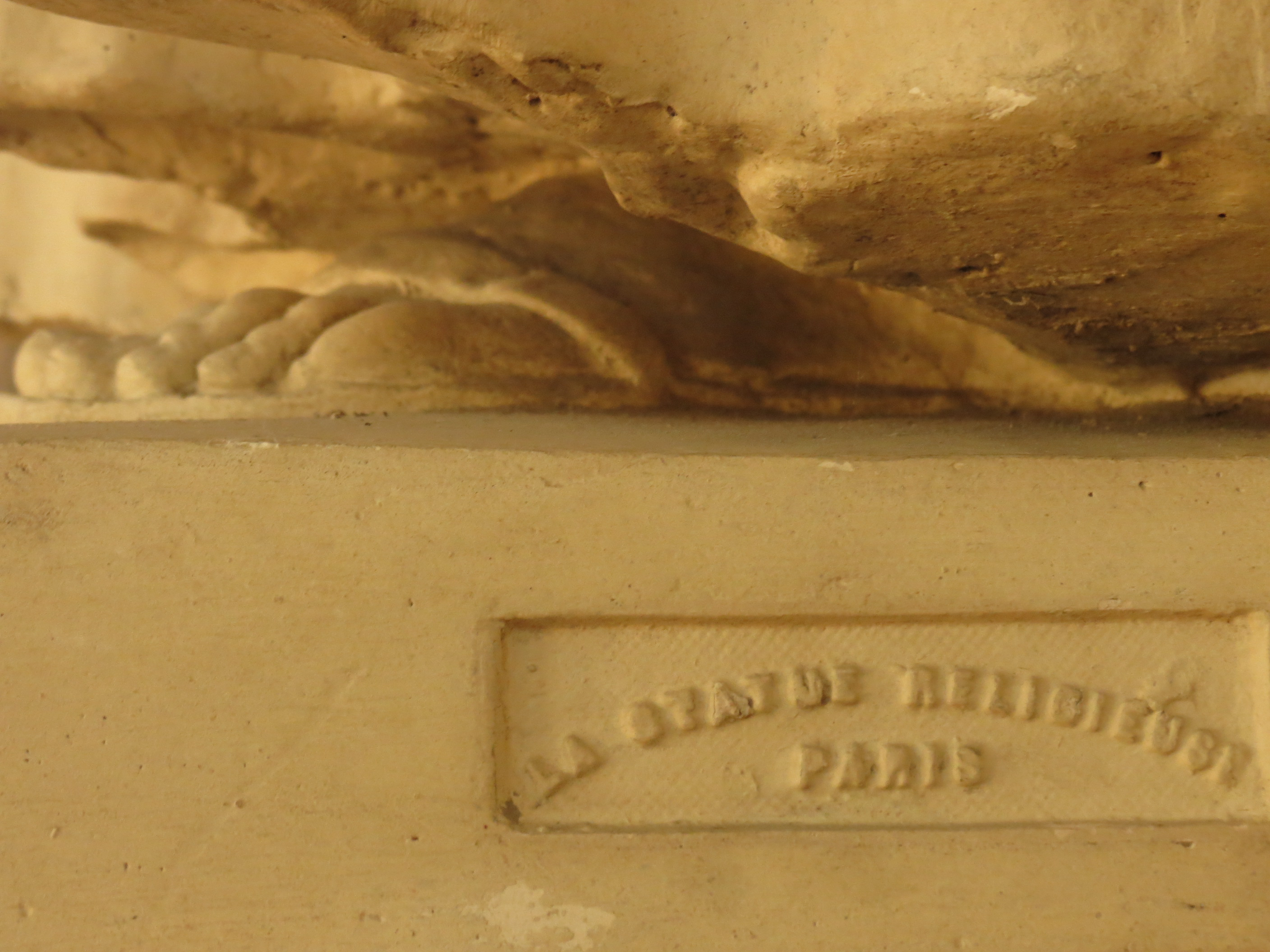
Détail d'un socle « La Statue Religieuse PARIS ».

### Autre mobilier

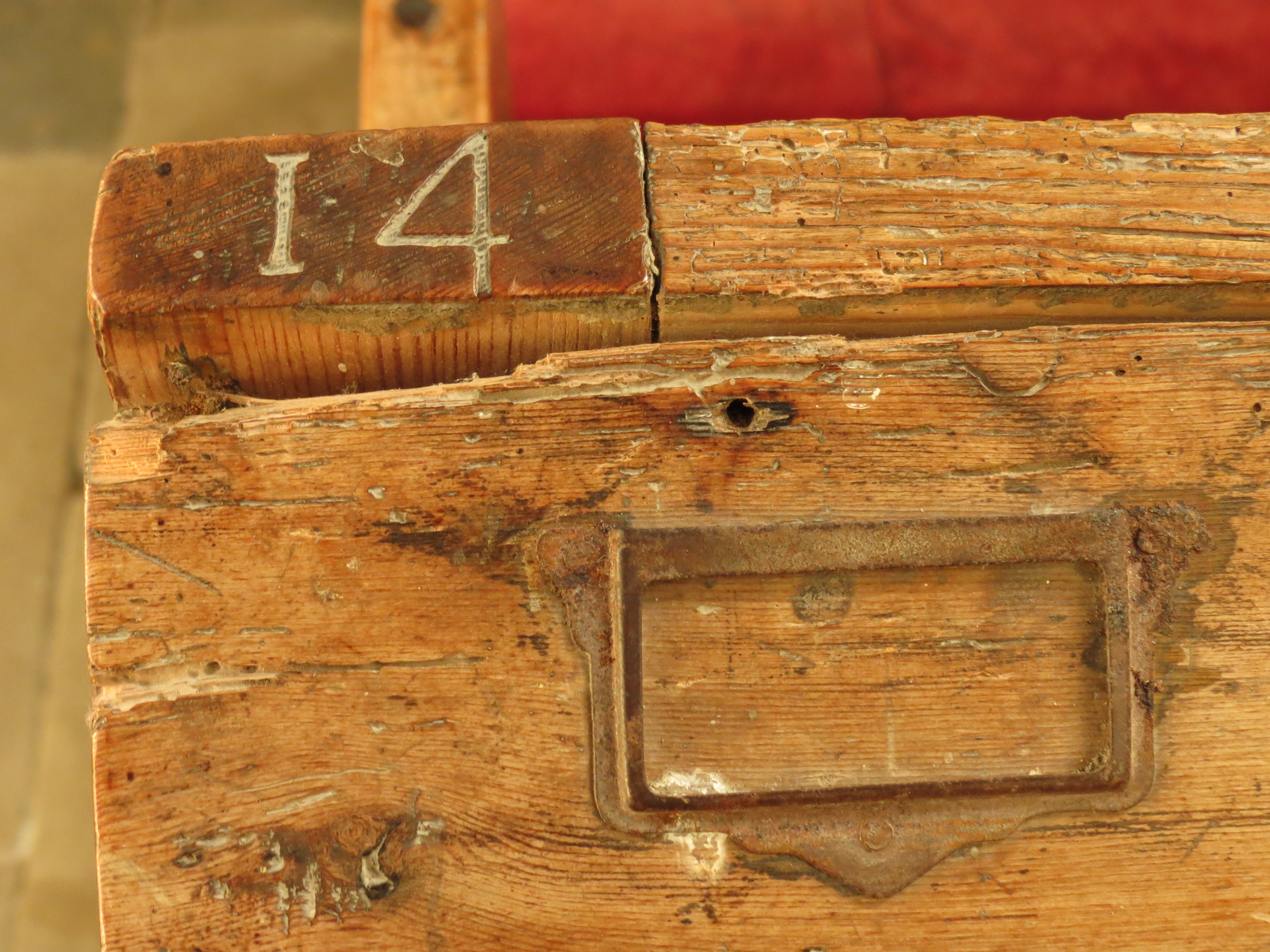
Détail d'un ancien banc nominatif.

La nef est meublée de bancs en pin. Certains furent nominatifs, portant un numéro ou étant réservés à une famille qui pouvait les louer au conseil de fabrique. En plus des bancs, on trouve dans l'église une chaire du XVIIIe siècle, un confessionnal du XIXe siècle et dans le chœur, des stalles dont les miséricordes, non figuratives, datent du XVIIIe siècle.